# Somalilandia
Somalilandia (en somalí, Soomaaliland; en árabe, صوماليلاند, Ṣūmālīlānd; en inglés, Somaliland), oficialmente República de Somalilandia, es un Estado con reconocimiento limitado ubicado en el Cuerno de África. Limita al norte con el golfo de Adén, al este con Puntlandia, al sur y suroeste con Etiopía, y al oeste con Yibuti. El 18 de mayo de 1991, los clanes del norte proclamaron la República de Somalilandia, que comprende las regiones administrativas de Awdal, Woqooyi Galbeed, Togdheer, Sanaag y Sool, y se separaron de Somalia.
Somalilandia no está reconocida internacionalmente pero posee constitución, moneda y gobierno propios, e incluso un mejor desarrollo económico, además de mayor estabilidad política que Somalia, ayudado por la influencia de un clan dominante. En septiembre de 2005 se realizaron elecciones multipartidistas en las que venció el partido UDUB y contó con la participación de observadores de siete países, que declararon que las elecciones fueron libres y justas, permitiendo a Somalilandia un empuje para el reconocimiento internacional como estado soberano.En enero de 2024 Etiopía acordó reconocer a Somalilandia como parte de una negociación para proporcionar una salida al mar al país.  

## Etimología
El nombre de Somalilandia deriva de dos palabras: "somalí" y "tierra" (en inglés: Somaliland en somalí: Soomaaliland). La zona recibió este nombre cuando el Imperio británico tomó el control de la administración egipcia en 1884, tras firmar sucesivos tratados con los sultanes somalíes gobernantes de los clanes Isaaq, Issa, Gadabursi y Warsangali. Los británicos establecieron un protectorado en la región denominado Somalilandia Británica. En 1960, cuando el protectorado se independizó de Gran Bretaña, se llamó Estado de Somalilandia. Cuatro días después, el 1 de julio de 1960, Somalilandia se unió a la Somalia italiana. El nombre de "República de Somalilandia" se adoptó al declararse la independencia de Somalia tras la guerra civil somalí de 1991.
En la Gran Conferencia de Burao celebrada en 1991 se sugirieron muchos nombres para el país, entre ellos Puntlandia, en referencia a la ubicación de Somalilandia en la antigua Tierra de Punt y que ahora es el nombre del estado de Puntlandia en la vecina Somalia, y Shankaroon, que significa "mejor que cinco" en somalí, en referencia a las cinco regiones de la Gran Somalia, pero ninguno de estos nombres fue finalmente adoptado.

## Historia

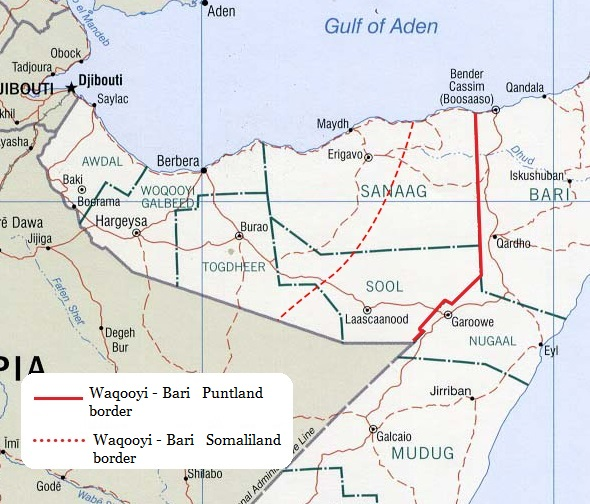
Reclamaciones fronterizas.
Línea roja: frontera de Somalilandia de acuerdo con Puntlandia.
Línea amarilla: frontera de Somalilandia de acuerdo con Somalilandia.
Línea violeta: Estado Maajir (ahora incorporado a Puntlandia).

### Prehistoria
Somalilandia ha estado habitada al menos desde el Paleolítico. Durante la Edad de Piedra, florecieron aquí las culturas Doian y Hargeisana. Las pruebas más antiguas de costumbres funerarias en el Cuerno de África proceden de cementerios de Somalilandia que se remontan al cuarto milenio a. C. Los utensilios de piedra del yacimiento de Jalelo, en el norte, también fueron caracterizados en 1909 como importantes artefactos que demuestran la universalidad arqueológica durante el Paleolítico entre Oriente y Occidente.
Según los lingüistas, las primeras poblaciones de habla afroasiática llegaron a la región durante el Neolítico subsiguiente desde el urheimat ("patria original") propuesto por la familia en el valle del Nilo, o en el Cercano Oriente.
El complejo de Laas Geel, situado en las afueras de Hargeisa, la capital de Somalilandia, data de hace unos 5.000 años y contiene arte rupestre que representa tanto animales salvajes como vacas decoradas. En la región septentrional de Dhambalin se encuentran otras pinturas rupestres que presentan una de las primeras representaciones conocidas de un cazador a caballo. El arte rupestre es de estilo etíope-árabe y está fechado entre el 1000 y el 3000 a. C. Además, entre las ciudades de Las Khorey y El Ayo, en el este de Somalilandia, se encuentra Karinhegane, donde hay numerosas pinturas rupestres de animales reales y míticos. Cada pintura tiene una inscripción debajo, que en conjunto se calcula que tiene unos 2.500 años de antigüedad-

### Antigüedad y Era Clásica
Antiguas estructuras piramidales, mausoleos, ciudades en ruinas y muros de piedra, como el muro de Wargaade, son pruebas de una antigua civilización que prosperó en la península somalí. Esta civilización mantuvo relaciones comerciales con el antiguo Egipto y la Grecia micénica desde el segundo milenio a. C., lo que apoya la hipótesis de que Somalia o las regiones adyacentes fueron la ubicación de la antigua Tierra de Punt. Los puntanos comerciaban con mirra, especias, oro, ébano, ganado de cuernos cortos, marfil e incienso con los egipcios, fenicios, babilonios, indios, chinos y romanos a través de sus puertos comerciales. Una expedición egipcia enviada a Punt por la reina Hatshepsut, de la XVIII dinastía, está registrada en los relieves del templo de Deir el-Bahari, durante el reinado del rey puntano Parahu y la reina Ati. En 2015, el análisis isotópico de antiguas momias de babuinos de Punt que habían sido llevadas a Egipto como regalo indicó que los especímenes probablemente procedían de una zona que abarcaba el este de Somalia y el corredor entre Eritrea y Etiopía.

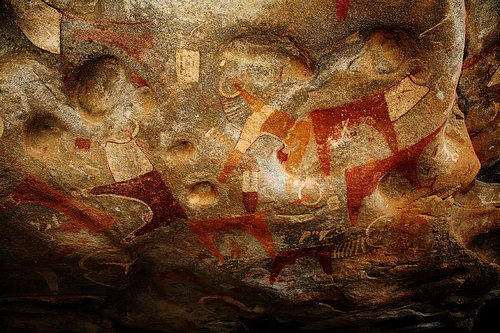
Arte rupestre neolítico en Laas Geel.

Se cree que el camello fue domesticado en la región del Cuerno en algún momento entre el segundo y el tercer milenio antes de Cristo. Durante el periodo clásico, las ciudades-estado del norte de Bárbara, Mosylon, Opone, Mundus, Isis, Malao, Avalites, Essina, Nikon y Sarapion, desarrollaron una lucrativa red comercial, conectando con comerciantes del Egipto ptolemaico, la antigua Grecia, Fenicia, la Persia parta, Saba, el reino nabateo y el Imperio romano. Utilizaban la antigua embarcación marítima somalí conocida como beden para transportar su carga.
Tras la conquista romana del Imperio nabateo y la presencia naval romana en Adén para frenar la piratería, los mercaderes árabes y somalíes acordaron con los romanos prohibir a los barcos indios comerciar en las ciudades portuarias libres de la península arábiga para proteger los intereses de los mercaderes somalíes y árabes en el lucrativo comercio entre los mares Rojo y Mediterráneo. Sin embargo, los mercaderes indios siguieron comerciando en las ciudades portuarias de la península somalí, que estaba libre de la interferencia romana.
Durante siglos, los mercaderes indios llevaron grandes cantidades de canela a Somalia y Arabia desde Ceilán y las Islas de las Especias. Se dice que el origen de la canela y otras especias era el secreto mejor guardado de los mercaderes árabes y somalíes en su comercio con el mundo romano y griego; los romanos y los griegos creían que la fuente era la península somalí. El acuerdo colusorio entre comerciantes somalíes y árabes infló el precio de la canela india y china en el norte de África, Oriente Próximo y Europa e hizo del comercio de la canela un generador de ingresos muy rentable, especialmente para los comerciantes somalíes por cuyas manos pasaban grandes cantidades a través de las rutas marítimas y terrestres.
En 2007 se encontraron más yacimientos de arte rupestre con escrituras sabaeanas e himyaritas en Hargeisa y sus alrededores, pero algunos fueron arrasados por construcciones.

### Edad Media
En esta época se establecieron varios reinos musulmanes somalíes en la zona. En el siglo XIV, el sultanato de Adal, con sede en Zeila, luchó contra las fuerzas del emperador etíope Amda Seyon I. El Imperio otomano ocupó posteriormente Berbera y sus alrededores en el siglo XVI. Más adelante, Muhammad Ali, pachá de Egipto, se estableció en la zona entre 1821 y 1841.
En la región de Sanaag se encuentran las ruinas de la ciudad islámica de Maduna, cerca de El Afweyn, consideradas las más importantes y accesibles de su tipo en Somalilandia. La principal característica de la ciudad en ruinas es una gran mezquita rectangular, cuyos muros de 3 metros de altura siguen en pie y que incluyen un mihrab y posiblemente varios nichos arqueados más pequeños. El arqueólogo sueco-somalí Sada Mire data la ciudad en ruinas en los siglos XV-XVII.

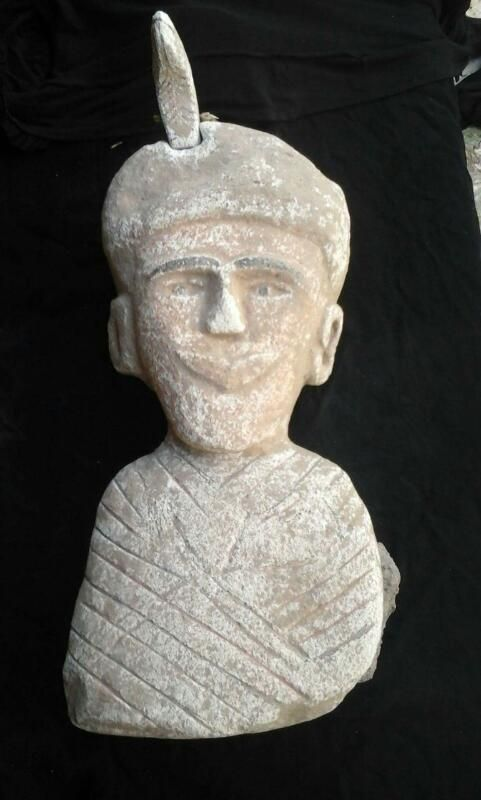
Las esculturas de berbera en Somalilandia, tienen el emblema de la cobra (uraeus) encajado en el tocado del personaje

### Sultanato de Saaq
A principios de la época moderna, los estados sucesores del sultanato de Adal comenzaron a florecer en Somalilandia. Entre ellos se encontraban el sultanato de Isaaq y el sultanato de Habr Yunis. El sultanato de Isaaq fue un reino somalí que gobernó partes del Cuerno de África durante los siglos XVIII y XIX. Abarcaba los territorios del clan Isaaq, descendiente del clan Banu Hashim, en la actual Somalilandia y Etiopía. El sultanato estaba gobernado por la rama Rer Guled, establecida por el primer sultán, el sultán Guled Abdi, del clan Eidagale. El sultanato es el predecesor precolonial de la moderna República de Somalilandia.
Según la tradición oral, antes de la dinastía Guled, la familia del clan Isaaq estaba gobernada por una dinastía de la rama Tolje'lo, descendiente de Ahmed apodado Tol Je'lo, el hijo mayor de la esposa Harari del jeque Ishaaq. Hubo ocho gobernantes tolje'lo en total, empezando por Boqor Harun (somalí: Boqor Haaruun) que gobernó el sultanato isaaq durante siglos a partir del siglo XIII. El último gobernante tolje'lo Garad Dhuh Barar (somalí: Dhuux Baraar) fue derrocado por una coalición de clanes isaaq. El otrora fuerte clan Tolje'lo se dispersó y se refugió entre los Habr Awal, con los que aún conviven en su mayoría.
El sultán de Isaaq convocaba a menudo shirs o reuniones periódicas en las que era informado y aconsejado por los principales ancianos o figuras religiosas sobre las decisiones que debía tomar. En el caso del movimiento derviche, el sultán Deria Hassan optó por no unirse tras recibir el consejo del jeque Madar. Se ocupó de las primeras tensiones entre los Saad Musa y los Eidagale tras el asentamiento de los primeros en la creciente ciudad de Hargeisa a finales del siglo XIX. El sultán también se encargaría de organizar los derechos de pastoreo y, a finales del siglo XIX, los nuevos espacios agrícolas. La asignación de los recursos y su uso sostenible también era un asunto del que se ocupaban los sultanes y era crucial en una región árida. En la década de 1870 hubo una famosa reunión entre el jeque Madar y el sultán Deria en la que se proclamó la prohibición de la caza y la tala de árboles en los alrededores de Hargeisa. Se traerían las reliquias sagradas de Aw Barkhadle y los isaaqs prestarían juramento sobre ellas en presencia del sultán cada vez que estallara un feroz combate interno. Además del sultán principal de Isaaq, había numerosos akils, garaads y sultanes subordinados junto a las autoridades religiosas que constituían el sultanato, antes de que algunos declararan su propia independencia o simplemente rompieran con su autoridad.
El sultanato de Isaaq tuvo 5 gobernantes antes de la creación de Somalilandia Británica en 1884. Históricamente, los sultanes eran elegidos por un comité formado por varios miembros importantes de los distintos subclanes isaaq. Los sultanes solían ser enterrados en Toon, al sur de Hargeisa, que era un lugar importante y la capital del sultanato durante el gobierno de Farah Guled.

### Batalla de Berbera
El primer compromiso entre los somalíes de la región y los británicos se produjo en 1825 y terminó de forma violenta, lo que culminó en la batalla de Berbera y en un posterior acuerdo comercial entre los Habr Awal y el Reino Unido, al que siguió un tratado británico con el gobernador de Zeila en 1840. A continuación, se inició un compromiso entre los británicos y los ancianos de los clanes Habar Garhajis y Habar Toljaala del Isaaq en 1855, seguido un año después por la conclusión de los "Artículos de Paz y Amistad" entre los Habar Awal y la Compañía de las Indias Orientales. Estos compromisos entre los británicos y los clanes somalíes culminaron en los tratados formales que los británicos firmaron con los clanes que en adelante se denominarían "Somalilandia Británica", que tuvieron lugar entre 1884 y 1886 (se firmaron tratados con los clanes Habar Awal, Gadabursi, Habar Toljaala, Habar Garhajis, Esa y los Warsangali), lo que allanó el camino para que los británicos establecieran un protectorado en la región denominada Somalilandia Británica. Los británicos guarnecían el protectorado desde Adén y lo administraban como parte de la India británica hasta 1898. Después, Somalilandia Británica fue administrada por el Ministerio de Asuntos Exteriores hasta 1905, y posteriormente por la Oficina Colonial.

### Somalilandia Británica
La Campaña de Somalilandia, también llamada Guerra Anglo-Somalí o Guerra de los Derviches, fue una serie de expediciones militares que tuvieron lugar entre 1900 y 1920 en el Cuerno de África, y que enfrentaron a los derviches liderados por Mohammed Abdullah Hassan (apodado el "Mulá Loco") con los británicos. Los británicos contaron con la ayuda de etíopes e italianos en sus ofensivas. Durante la Primera Guerra Mundial (1914-1918), Hassan también recibió ayuda de los otomanos, los alemanes y, durante un tiempo, del emperador Iyasu V de Etiopía. El conflicto terminó cuando los británicos bombardearon por aire la capital derviche de Taleh en febrero de 1920.
La Quinta Expedición de la campaña de Somalilandia en 1920 fue la última expedición británica contra las fuerzas derviches de Mohammed Abdullah Hassan, el líder religioso somalí. Aunque la mayor parte del combate tuvo lugar en enero de ese año, las tropas británicas habían comenzado los preparativos para el asalto ya en noviembre de 1919. Las fuerzas británicas incluían elementos de la Real Fuerza Aérea y del Cuerpo de Camellos de Somalilandia. Después de tres semanas de batalla, los derviches de Hassan fueron derrotados, poniendo fin a sus 20 años de resistencia.
La conquista italiana de Somalilandia Británica fue una campaña militar en África Oriental, que tuvo lugar en agosto de 1940 entre las fuerzas de Italia y las de varios países británicos y de la Commonwealth. La expedición italiana formaba parte de la Campaña de África Oriental.

### Revuelta de los impuestos de Burao y bombardeo de la RAF
Los habitantes de Burao se enfrentaron a los británicos en 1922 después de que se les impusiera un fuerte impuesto. Se rebelaron en oposición al impuesto y esto hizo que se amotinaran y atacaran a los funcionarios del gobierno británico. En los disturbios que siguieron se produjo un tiroteo entre los británicos y los habitantes de Burao; el capitán Allan Gibb, veterano de la guerra de los derviches y comisionado del distrito, murió de un disparo. Los británicos, temiendo no poder contener la revuelta, solicitaron a Sir Winston Churchill, entonces Secretario de Estado para las Colonias, el envío de tropas desde Adén y de aviones bombarderos con el fin de atacar Burao y el ganado de los clanes sublevados para sofocar cualquier otra rebelión. Los aviones de la RAF llegaron a Burao en dos días y procedieron a bombardear la ciudad con armas incendiarias, quemando efectivamente todo el asentamiento.
Después de que los aviones de la RAF bombardearan Burao hasta el suelo, los líderes de la rebelión aceptaron pagar una multa por la muerte de Gibbs, pero se negaron a identificar y detener a los individuos acusados. La mayoría de los responsables del fusilamiento de Gibb eludieron la captura. Al no poder aplicar el impuesto sin provocar una respuesta violenta, los británicos abandonaron esta política por completo.

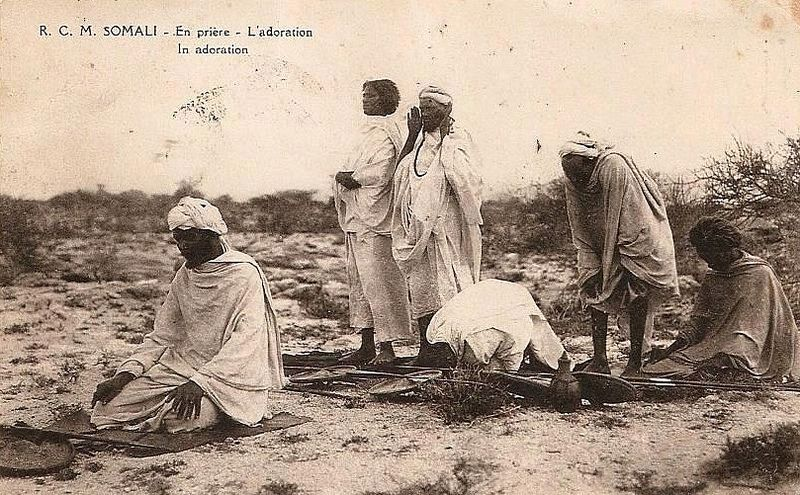
El Jeque Bashir en 1920

### Rebelión del jeque Bashir de 1945
La Rebelión del Jeque Bashir de 1945 fue una revuelta llevada a cabo por miembros de la tribu del clan Habr Je'lo en el antiguo protectorado británico de Somalilandia contra las autoridades británicas en julio de 1945, dirigida por el Jeque Bashir, un líder religioso somalí.
El 2 de julio, el jeque Bashir reunió a 25 de sus seguidores en la ciudad de Wadamago y los transportó en un camión a las cercanías de Burao, donde distribuyó armas a la mitad de sus seguidores. En la noche del 3 de julio, el grupo entró en Burao y abrió fuego contra la guardia policial de la prisión central de la ciudad, que estaba llena de presos detenidos por manifestaciones anteriores. El grupo también atacó la casa del comisario del distrito de Burao, el comandante Chambers, lo que provocó la muerte del guardia policial del comandante Chamber antes de escapar a Bur Dhab, una montaña estratégica al sureste de Burao, donde la pequeña unidad del jeque Bashir ocupó un fuerte y tomó una posición defensiva en previsión de un contraataque británico.
La campaña británica contra las tropas del jeque Bashir resultó ser infructuosa tras varias derrotas, ya que sus fuerzas seguían moviéndose de un lugar a otro evitando cualquier emplazamiento permanente. Tan pronto como la expedición abandonó la zona, la noticia corrió rápidamente entre los nómadas somalíes de la llanura. La guerra había expuesto a la administración británica a la humillación. El gobierno llegó a la conclusión de que otra expedición contra él sería inútil; que debían construir un ferrocarril, hacer carreteras y ocupar efectivamente todo el protectorado, o bien abandonar el interior por completo. Se decidió este último camino, y durante los primeros meses de 1945 se retiraron los puestos de avanzada y la administración británica se limitó a la ciudad costera de Berbera.
El jeque Bashir resolvió muchas disputas entre las tribus de los alrededores, lo que evitó que se asaltaran unas a otras. En general, se consideraba que resolvía las disputas mediante el uso de la sharía islámica y reunía en torno a él a un gran número de seguidores.
La administración británica reclutó tropas indias y sudafricanas, dirigidas por el general de la policía James David, para luchar contra el jeque Bashir y tenía planes de inteligencia para capturarlo vivo. Las autoridades británicas movilizaron una fuerza policial y, finalmente, el 7 de julio encontraron al jeque Bashir y a su unidad en posiciones defensivas detrás de sus fortificaciones en las montañas de Bur Dhab. Tras los enfrentamientos, el jeque Bashir y su segundo al mando, Alin Yusuf Ali, apodado Qaybdiid, resultaron muertos. Un tercer rebelde resultó herido y fue capturado junto con otros dos rebeldes. El resto huyó de las fortificaciones y se dispersó. Por la parte británica, el general de la policía que dirigía las tropas británicas, así como varias tropas indias y sudafricanas, perecieron en los enfrentamientos, y un policía resultó herido.

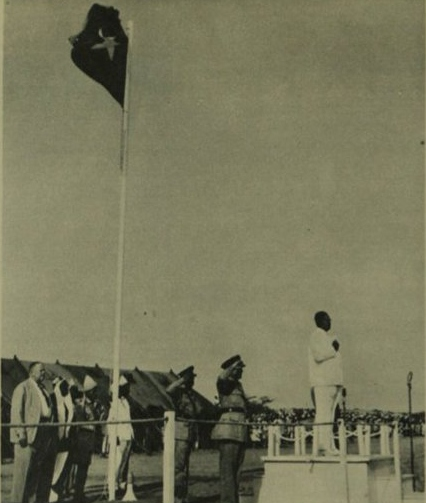
Celebraciones por la Independencia de Somalia en 1960

Tras su muerte, el jeque Bashir fue ampliamente aclamado por los lugareños como un mártir y se le rindió una gran reverencia. Su familia se apresuró a retirar su cuerpo del lugar de su muerte, en la montaña de Geela-eeg, a unas 20 millas de Burao.

### Estado de Somalilandia
En mayo de 1960, el gobierno británico declaró que estaría dispuesto a conceder la independencia al entonces protectorado de Somalilandia Británica, con la intención de que el territorio se uniera con el Territorio en Fideicomiso de Somalilandia bajo administración italiana (la antigua Somalia italiana). El Consejo Legislativo de Somalilandia Británica aprobó una resolución en abril de 1960 en la que se solicitaba la independencia y la unión con el Territorio en Fideicomiso de Somalilandia, cuya independencia estaba prevista para el 1 de julio de ese año. Los consejos legislativos de ambos territorios aceptaron esta propuesta tras una conferencia conjunta celebrada en Mogadiscio. El 26 de junio de 1960, el antiguo protectorado británico de Somalilandia obtuvo brevemente la independencia como Estado de Somalilandia, y el Territorio en Fideicomiso de Somalilandia hizo lo propio cinco días después. Durante su breve periodo de independencia, el Estado de Somalilandia obtuvo el reconocimiento de treinta y cinco estados soberanos. Sin embargo, Estados Unidos se limitó a felicitar al gobierno de Somalilandia:
Estados Unidos no extendió el reconocimiento formal a Somalilandia, pero el Secretario de Estado Herter envió un mensaje de felicitación fechado el 26 de junio al Consejo de Ministros de Somalilandia.
Al día siguiente, el 27 de junio de 1960, la recién convocada Asamblea Legislativa de Somalilandia aprobó un proyecto de ley que permitiría formalmente la unión del Estado de Somalilandia con el Territorio en Fideicomiso de Somalilandia el 1 de julio de 1960.

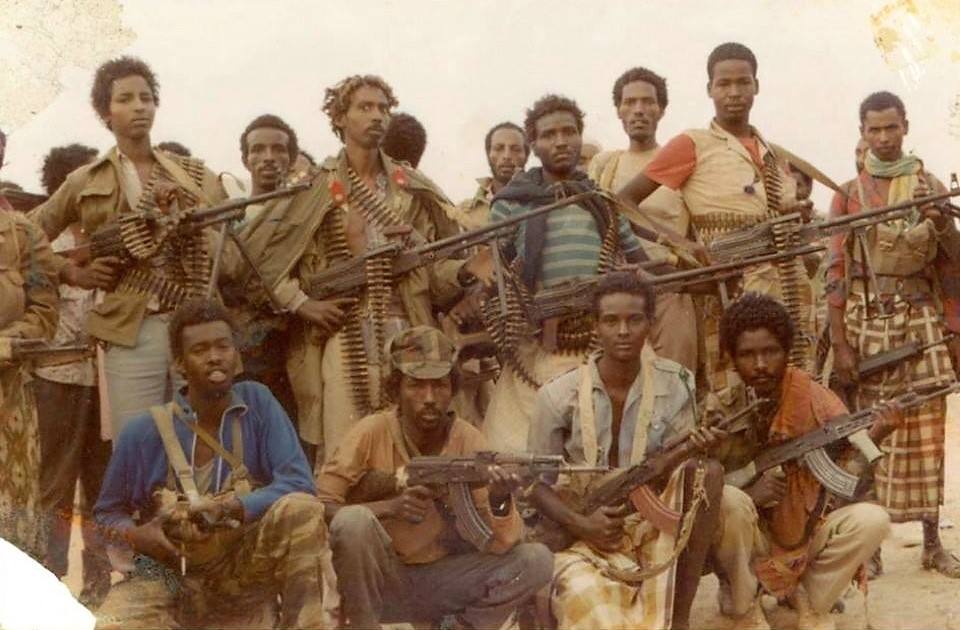
Guerrilleros de Somalilandia en la década de 1980

### Unión con Somalia
El 1 de julio de 1960, el Estado de Somalilandia y el Territorio en Fideicomiso de Somalia (la antigua Somalia italiana) se unieron, según lo previsto, para formar la República Somalí. Inspirados por el nacionalismo somalí, los norteños se mostraron inicialmente entusiasmados con la unión. Se formó un gobierno con Aden Abdullah Osman Daar como presidente, Abdirashid Ali Shermarke como primer ministro (que más tarde se convertiría en presidente, de 1967 a 1969) y  Abdullahi Issa como Ministro de Relaciones Exteriores.
El 20 de julio de 1961, y mediante un referéndum popular, el pueblo somalí ratificó una nueva constitución, que se había redactado por primera vez en 1960. La constitución tuvo poco apoyo en la antigua Somalilandia, y se creía que favorecía al sur. Muchos norteños boicotearon el referéndum en señal de protesta, y más del 60% de los que votaron en el norte estaban en contra de la nueva constitución. A pesar de ello, el referéndum fue aprobado y Somalilandia pasó a estar rápidamente dominada por los sureños. Como resultado, el descontento se generalizó en el norte y el apoyo a la unión empezó a caer. Los oficiales de Somalilandia, formados por los británicos, intentaron una revuelta para acabar con la unión en diciembre de 1961. Su levantamiento fracasó, y Somalilandia siguió siendo (en opinión de algunos políticos del norte) marginada por el sur durante las siguientes décadas.
En 1967, Muhammad Haji Ibrahim Egal fue nombrado primer ministro por Shermarke, entonces ya presidente. Shermarke fue asesinado dos años después por uno de sus propios guardaespaldas. Su asesinato fue seguido rápidamente por un golpe de Estado militar el 21 de octubre de 1969 (el día después de su funeral), en el que el ejército somalí tomó el poder sin encontrar oposición armada. El golpe fue encabezado por el general de división Mohamed Siad Barre, que en ese momento dirigía el ejército. El nuevo régimen gobernaría Somalia durante los 22 años siguientes.

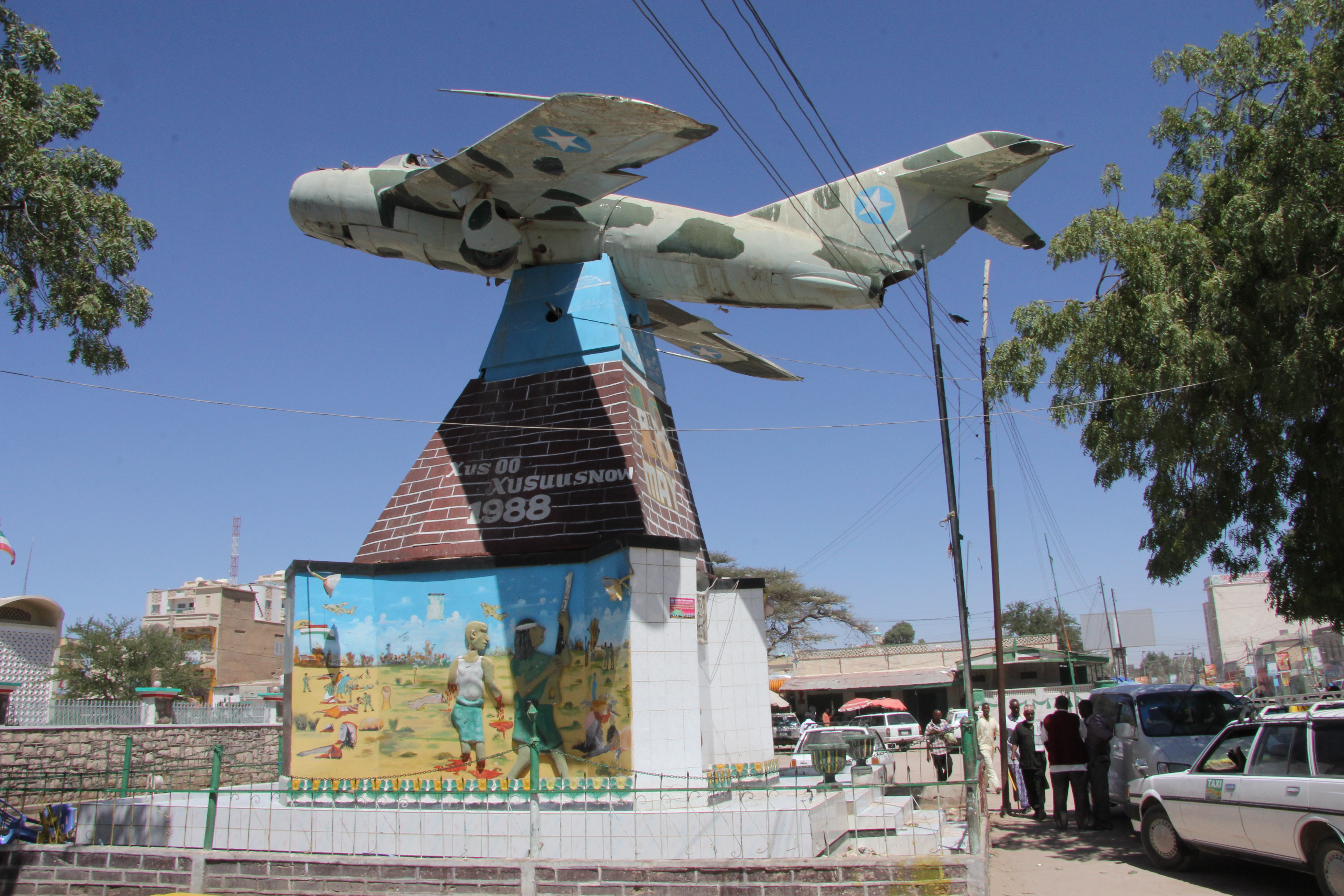
Monumento que conmemora la Independencia del país

### Régimen militar de Barre
La autoridad moral del gobierno de Barre se fue erosionando poco a poco, ya que muchos somalíes se desilusionaron con la vida bajo el régimen militar. A mediados de la década de 1980, surgieron en todo el país movimientos de resistencia apoyados por la administración comunista del Derg de Etiopía, lo que condujo a la Guerra de Independencia de Somalilandia. Barre respondió ordenando medidas punitivas contra quienes consideraba que apoyaban a la guerrilla a nivel local, especialmente en las regiones del norte. La represión incluyó el bombardeo de ciudades, con el centro administrativo noroccidental de Hargeisa, un bastión del Movimiento Nacional Somalí (SNM), entre las zonas objetivo en 1988. El bombardeo fue dirigido por el general Mohammed Said Hersi Morgan, yerno de Barre.
En mayo de 1988, el SNM lanzó una gran ofensiva sobre las ciudades de Hargeisa y Burao, que eran entonces la segunda y la tercera ciudad más grandes de Somalia. El SNM capturó Burao el 27 de mayo en dos horas, mientras que el SNM entró en Hargeisa el 29 de mayo, invadiendo la mayor parte de la ciudad, aparte de su aeropuerto, el 1 de junio.
El régimen de Barre se caracterizó por una brutal persecución selectiva del clan isaaq. La represión del régimen de Barre contra el Movimiento Nacional Somalí, con sede en Hargeisa, se centró en el clan isaaq, al que pertenecía la mayoría de los miembros del SNM. Una investigación de las Naciones Unidas concluyó que el crimen de genocidio fue "concebido, planificado y perpetrado por el Gobierno somalí contra el pueblo isaaq". El número de víctimas civiles se estima entre 50.000 y 100.000, según varias fuentes, mientras que algunos informes estiman que el total de muertes civiles supera los 200.000 civiles isaaq. Además de las muertes, el régimen de Barre bombardeó y arrasó la segunda y la tercera ciudad más grande de Somalia, Hargeisa y Burao, respectivamente, lo que provocó el desplazamiento de unos 400.000 residentes locales a Hart Sheik, en Etiopía y el desplazamiento interno de otras 400.000 personas.
La contrainsurgencia del régimen de Barre contra el SNM se centró en la base de apoyo civil del grupo rebelde, y se convirtió en un ataque genocida contra el clan Isaaq. La persecución del régimen de Barre no se limitó a los isaaq, sino que afectó a otros clanes, como los hawiye. El régimen de Barre cayó en enero de 1991. A partir de entonces, cuando la situación política de Somalilandia se estabilizó, los desplazados volvieron a sus hogares, las milicias se desmovilizaron o se incorporaron al ejército, y decenas de miles de casas y negocios se reconstruyeron a partir de los escombros.

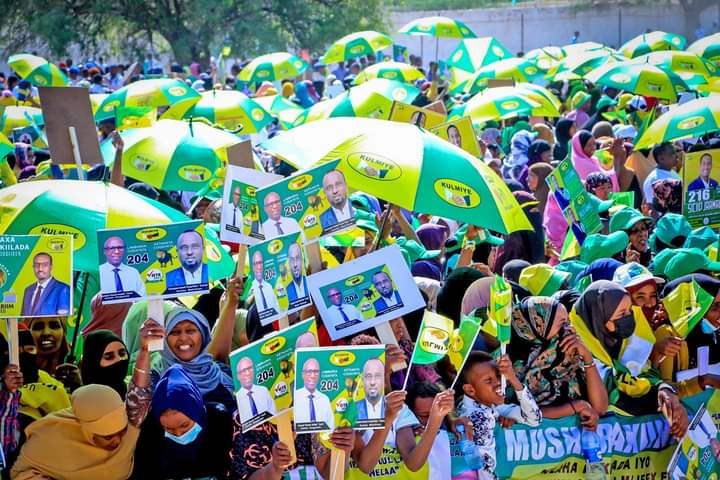
Una campaña electoral en Somalilandia

### Independencia de facto de Somalia
Aunque en sus inicios el SNM tenía una constitución unionista, con el tiempo comenzó a buscar la independencia, buscando separarse del resto de Somalia. Bajo el liderazgo de Abdirahman Ahmed Ali Tuur, la administración local declaró la independencia de los territorios del noroeste de Somalia en una conferencia celebrada en la ciudad de Burao entre el 27 de abril y el 15 de mayo de 1991. Tuur se convirtió entonces en el primer presidente de la recién creada Somalilandia, pero posteriormente renunció a la plataforma separatista en 1994 y comenzó a buscar y defender públicamente la reconciliación con el resto de Somalia en el marco de un sistema de gobierno federal con reparto de poderes. Muhammad Haji Ibrahim Egal fue nombrado sucesor de Tuur en 1993 por la Gran Conferencia de Reconciliación Nacional de Borama, que se reunió durante cuatro meses, lo que condujo a una mejora gradual de la seguridad, así como a la consolidación del nuevo territorio. Egal fue reelegido en 1997, y permaneció en el poder hasta su muerte el 3 de mayo de 2002. El vicepresidente, Dahir Riyale Kahin, que durante la década de 1980 fue el oficial de más alto rango del Servicio de Seguridad Nacional (NSS) en Berbera en el gobierno de Siad Barre, juró el cargo de presidente poco después. En 2003, Kahin se convirtió en el primer presidente electo de Somalilandia.
La guerra en el sur de Somalia entre los insurgentes islamistas, por un lado, y el Gobierno Federal de Somalia y sus aliados de la Unión Africana, por otro, no afectó directamente a Somalilandia, que, al igual que la vecina Puntlandia, se mantuvo relativamente estable.

### Referéndum de 2001
En agosto de 2000, el gobierno del presidente Egal distribuyó miles de ejemplares de la propuesta de constitución en toda Somalilandia para que la población la examinara y revisara. Una cláusula crítica de los 130 artículos individuales de la constitución ratificaría la independencia autodeclarada de Somalilandia y su separación definitiva de Somalia, restaurando (según la visión del gobierno) la independencia del territorio por primera vez desde 1960. A finales de marzo de 2001, el presidente Egal fijó la fecha del referéndum sobre la Constitución para el 31 de mayo de 2001.

El 31 de mayo de 2001 se celebró el llamado  referéndum constitucional en Somalilandia sobre un proyecto de constitución que afirmaba la independencia de Somalilandia de Somalia. El 99,9% de los votantes con derecho a voto participaron en el referéndum y el 97,1% de ellos votaron a favor de la constitución. Ni la comunidad internacional ni el gobierno de Somalia reconocieron los resultados.

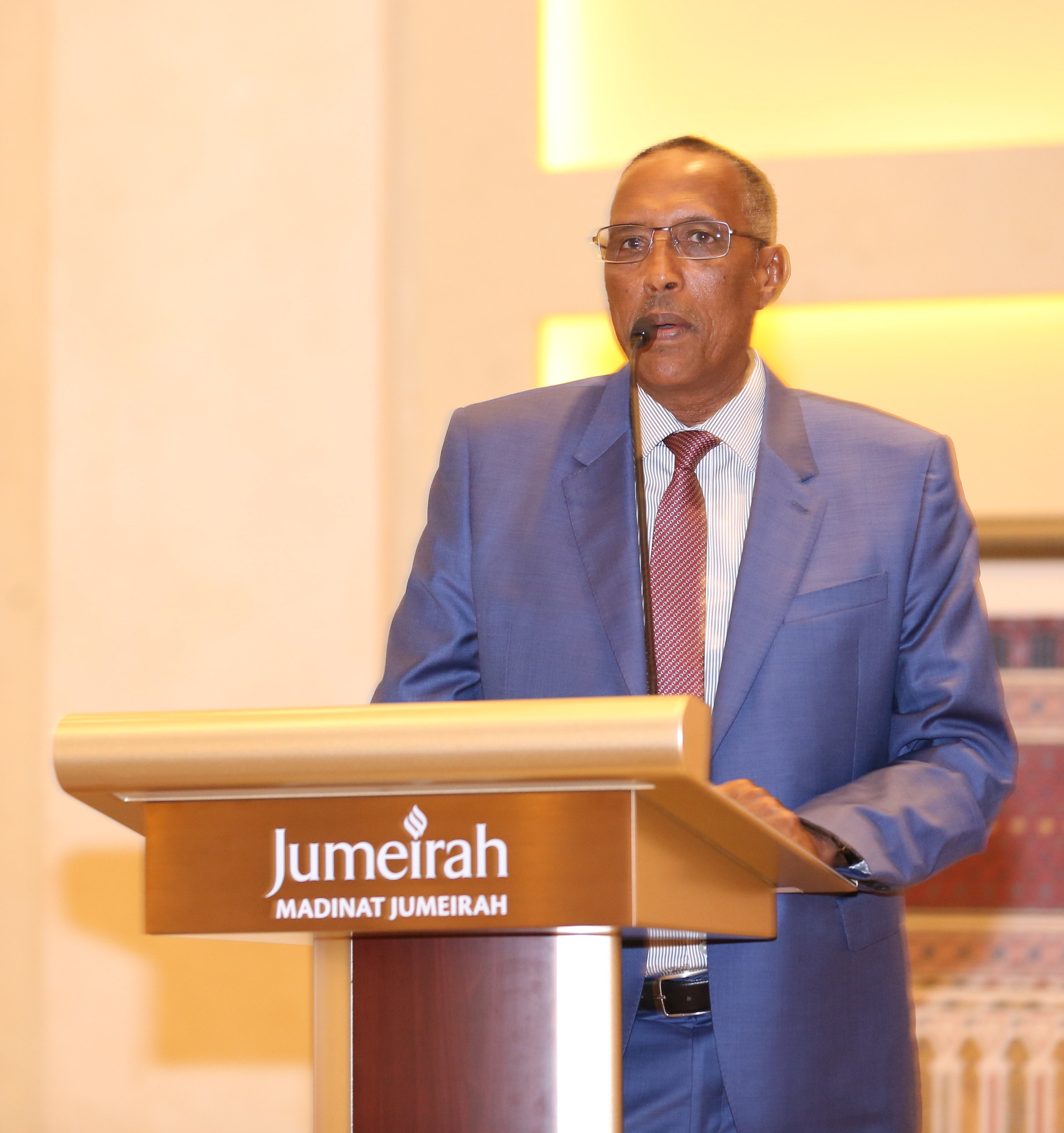
Musa Bihi, presidente de Somalilandia

El 1 de julio de 2010 se realizaron las últimas elecciones de la Comisión Nacional de Somalilandia, en la cual Ahmed M. Mahamoud Silanyo ganó la presidencia con el 49,94 % de los votos.

## Política
Somalilandia posee un sistema híbrido de gobierno, que combina entidades institucionales tradicionales y modernas. En una serie de conferencias entre clanes, que culminaron con la Conferencia de Borama en 1993, un sistema de gobierno beel (clan o comunidad) fue constituido, y que consiste en un Poder Ejecutivo con un Presidente, Vicepresidente y un Consejo de Ministros; un Poder Legislativo bicameral, y un Poder Judicial independiente. El tradicional Consejo de Sabios somalí (guurti) fue incorporado a la estructura de gobierno y forma la Cámara Alta, responsable de la selección del Presidente, así como de manejar conflictos internos. El gobierno se convirtió en esencia en una "coalición de poder compartido entre los clanes principales de Somalilandia", con escaños en la Cámara Baja y Alta proporcionalmente asignado a los clanes, acordando a una fórmula predeterminada. En el año 2002, después de varias extensiones de este gobierno interino, Somalilandia finalmente hace la transición a una democracia multipartidista, con elecciones para los consejos de distrito, con la participación de seis partidos, considerada como "la elección más pacífica de África en veinte años".
Las elecciones en los distritos también determinaron los partidos que fueron aceptados para participar en las elecciones parlamentarias y presidenciales, donde un partido debía conseguir al menos el 20 % del voto popular de cuatro de las seis regiones. Esta advertencia permitió a los partidos enfocarse en una organización en consenso, y no organizada sobre líneas étnicas. Subsecuentemente, tres partidos fueron seleccionados para presentar sus candidatos presidenciales: el UDUB, el Kulmiye, y el Partido para la Justicia y Democracia (UCID). El 14 de abril de 2003, 488 543 votantes participaron en las elecciones presidenciales, que corrieron con algunos incidentes. El resultado fue una victoria controvertida de apenas ochenta votos del UDUB sobre el Kulmiye, complicado por alegaciones del conteo de votos contra el actual UDUB; aunque a pesar de estas pequeñas dificultades, se logró la transición a la presidencia de Dahir Riyale Kahin.

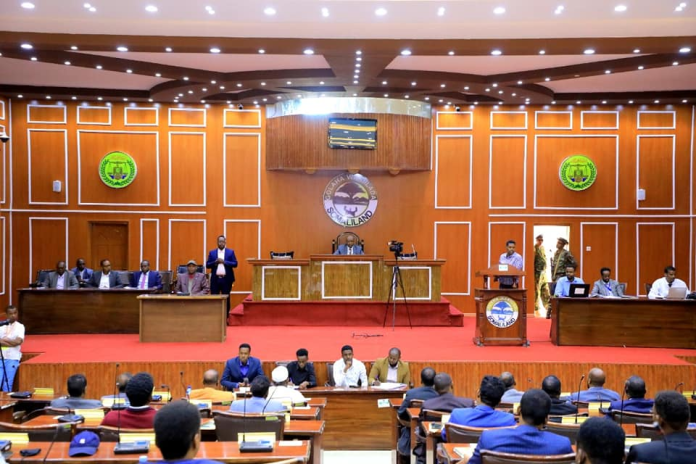
Cámara de Representantes del Parlamento de Somalilandia

### Poder legislativo
El poder legislativo está en manos de un Parlamento bicameral. Su cámara alta es la Cámara de los Ancianos, presidida por Suleiman Mohamoud Adan, y la cámara baja es la Cámara de Representantes. La cámara baja está presidida por Abdirisak Khalif. Cada cámara tiene 82 miembros. Los miembros de la Cámara de Ancianos son elegidos indirectamente por las comunidades locales para mandatos de seis años. La Cámara de Ancianos comparte el poder de aprobar leyes con la Cámara de Representantes, y también tiene la función de resolver conflictos internos, y la facultad exclusiva de prorrogar los mandatos del Presidente y los representantes en circunstancias que hagan imposible una elección. 
Los miembros de la Cámara de Representantes son elegidos directamente por el pueblo para mandatos de cinco años. La Cámara de Representantes comparte el poder de voto con la Cámara de los Ancianos, aunque puede aprobar una ley que la Cámara de los Ancianos rechace si vota a favor de la ley por una mayoría de dos tercios, y tiene poder absoluto en asuntos financieros y en la confirmación de los nombramientos presidenciales (a excepción del Presidente del Tribunal Supremo).

### Relaciones exteriores

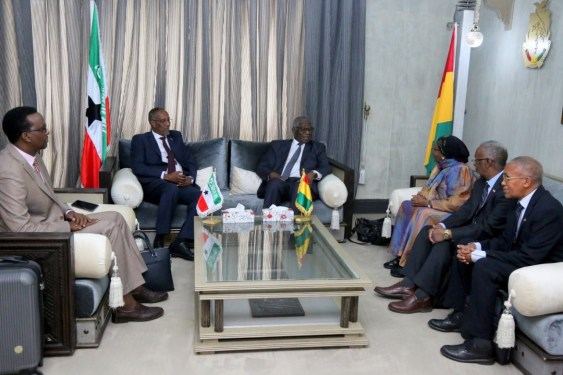
El Presidente de Somalilandia, Musa Bihi Abdi y el ministro de Asuntos Exteriores de Guinea, Mamadi Toure en 2019

Somalilandia tiene contactos políticos con sus vecinos de Etiopía y Yibuti, así como con Bélgica, Francia, Ghana, Kenia, Reino Unido, Sudáfrica y Suecia. El 17 de enero de 2007, la Unión Europea envió una delegación de relaciones exteriores para discutir la cooperación futura. La Unión Africana también envió un Ministro de Relaciones Exteriores para discutir un futuro reconocimiento internacional, y el 29 y 30 de enero de 2007, los ministros dijeron que discutirían el reconocimiento con los Estados miembros de la organización. En junio de 2007, el primer ministro etíope Meles Zenawi celebró una conferencia con el presidente de Somalilandia, durante el cual fue mencionado en un comunicado oficial por el Ministerio etíope de Asuntos Exteriores y por el presidente de Somalilandia, siendo la primera vez que Somalilandia había sido denominado oficialmente como "Estado soberano" por un gobierno extranjero. Si bien esto no se reivindica como una acción para el reconocimiento oficial por parte de Etiopía, se ve como un posible paso hacia una declaración unilateral por parte de Etiopía en el caso de que la Unión Africana se mueva hacia el reconocimiento de Somalilandia.
En 2007, la delegación encabezada por el presidente Kahin asistió a la Reunión de Jefes de Gobierno de la Commonwealth en Kampala (Uganda). Aunque Somalilandia ha solicitado su ingreso en la Commonwealth con estatus de observador, su solicitud sigue pendiente.
El 24 de septiembre de 2010, Johnnie Carson, Subsecretario de Estado para Asuntos Africanos, declaró que Estados Unidos cambiaría su estrategia en Somalia y trataría de profundizar su compromiso con los gobiernos de Somalilandia y Puntlandia, al tiempo que seguiría apoyando al gobierno de transición somalí. Carson dijo que Estados Unidos enviaría cooperantes y diplomáticos a Puntlandia y Somalilandia y aludió a la posibilidad de futuros proyectos de desarrollo. Sin embargo, Carson subrayó que EE. UU. no extenderá el reconocimiento oficial a ninguna de las dos regiones.
El entonces ministro del Reino Unido para África, Henry Bellingham MP, se reunió con el presidente Silanyo de Somalilandia en noviembre de 2010 para discutir formas de aumentar el compromiso del Reino Unido con Somalilandia. El Presidente Silanyo declaró durante su visita a Londres: "Hemos estado trabajando con la comunidad internacional y la comunidad internacional se ha comprometido con nosotros, ayudándonos y trabajando con nosotros en nuestros programas de democratización y desarrollo. Y estamos muy contentos con la forma en que la comunidad internacional nos ha tratado, especialmente el Reino Unido, Estados Unidos, otras naciones europeas y nuestros vecinos que siguen buscando el reconocimiento".

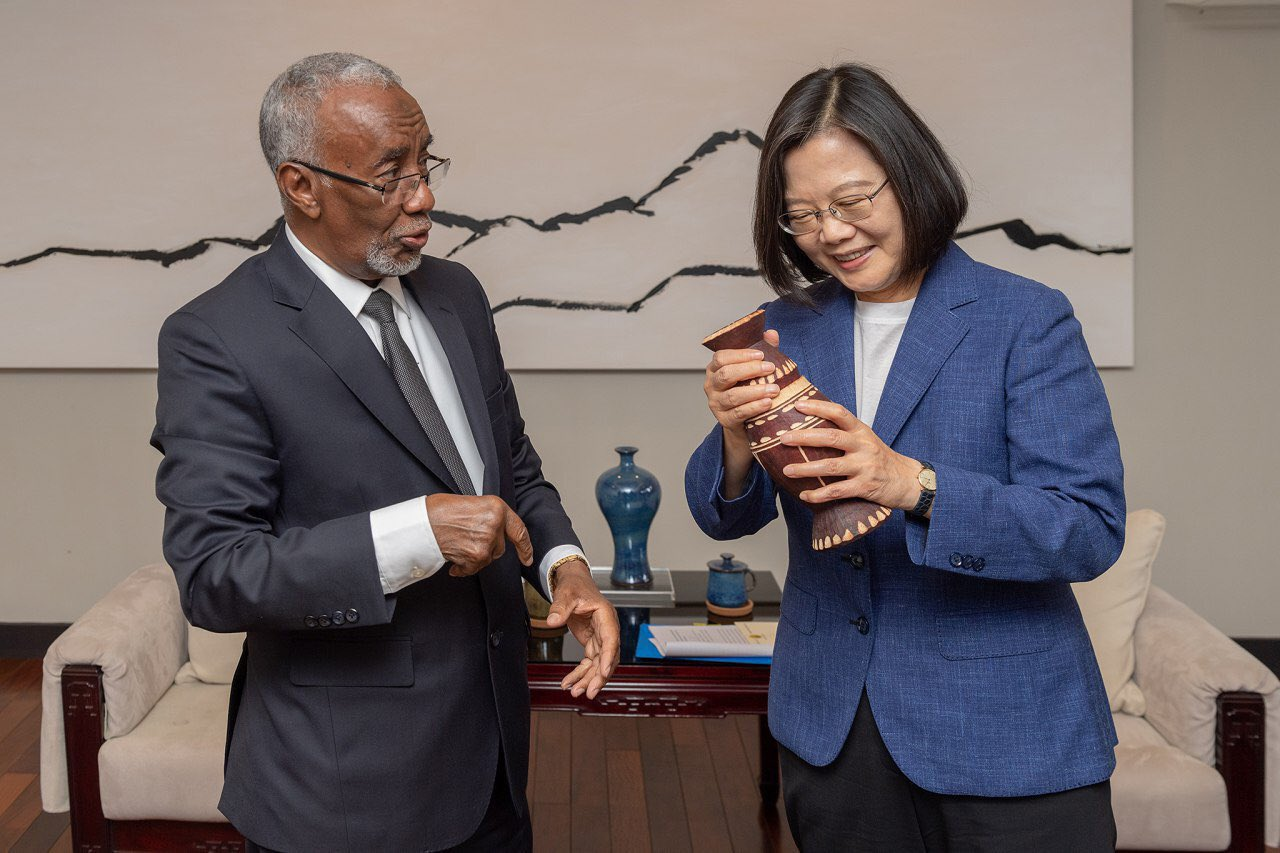
El ministro de Asuntos Exteriores de Somalilandia, Hagi Mohamoud, con la presidente de Taiwán, Tsai Ing-wen en 2020

El reconocimiento de Somalilandia por parte del Reino Unido también fue apoyado por el Partido de la Independencia del Reino Unido, que obtuvo el tercer puesto en el voto popular en las elecciones generales de 2015. El líder del UKIP, Nigel Farage, se reunió con Ali Aden Awale, jefe de la misión británica en Somalilandia, en el día nacional de Somalilandia, el 18 de mayo de 2015, para expresar el apoyo del UKIP a Somalilandia. Nigel Farage dijo que "Somalilandia ha sido un faro de paz, democracia y Estado de Derecho en el Cuerno de África durante los últimos 24 años. Ya es hora de que el Reino Unido y el resto de la comunidad internacional reconozcan el caso de Somalilandia. Es hora de que la paz sea recompensada. Que el Reino Unido dé la espalda a sus legítimas reivindicaciones de soberanía es un error. Es extraordinario que no hayamos presionado para su admisión en la Commonwealth. En los últimos años hemos apoyado la admisión de países como Mozambique, que no tienen ningún vínculo histórico con Gran Bretaña, pero Somalilandia, un antiguo protectorado, se está quedando atrás. Esto debe cambiar.
En 2011, Somalilandia y la región vecina de Puntlandia firmaron sendos memorandos de entendimiento en materia de seguridad con Seychelles. Siguiendo el marco de un acuerdo anterior firmado entre el Gobierno Federal de Transición y Seychelles, el memorando es "para el traslado de personas condenadas a las prisiones de "Puntlandia" y "Somalilandia"
El 1 de julio de 2020, Somalilandia y Taiwán firmaron un acuerdo para intercambiar oficinas de representación para promover la cooperación bilateral.
La cooperación entre ambas entidades se basa en materias como la educación, seguridad marítima y medicina y comenzó en 2009, el personal taiwanés entró en Somalilandia en febrero de 2020 para preparar la oficina de representación.

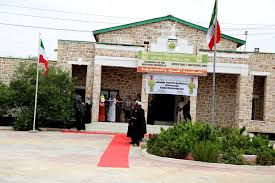
Edificio de la Corte Suprema de Somalilandia

### Sistema Judicial
El sistema judicial se divide en tribunales de distrito (que se ocupan de asuntos de derecho de familia y sucesiones, demandas por importes de hasta 3 millones de libras esterlinas, casos penales castigados con hasta 3 años de prisión o 3 millones de libras esterlinas de multa, y delitos cometidos por menores), tribunales regionales (que se ocupan de demandas y casos penales que no son competencia de los tribunales de distrito, Los tribunales regionales de apelación (que se ocupan de todos los recursos de los tribunales de distrito y regionales) y el Tribunal Supremo (que se ocupa de las cuestiones entre los tribunales y en el gobierno, y revisa sus propias decisiones), que es el más alto tribunal y también funciona como el Tribunal Constitucional.
La ley de nacionalidad de Somalilandia define quién es ciudadano de Somalilandia, así como los procedimientos por los que se puede naturalizar la ciudadanía somalí o renunciar a ella.
El gobierno de Somalilandia sigue aplicando el código penal de 1962 de la República Somalí. Como tal, los 'actos homosexuales' son ilegales en el territorio.

### Defensa

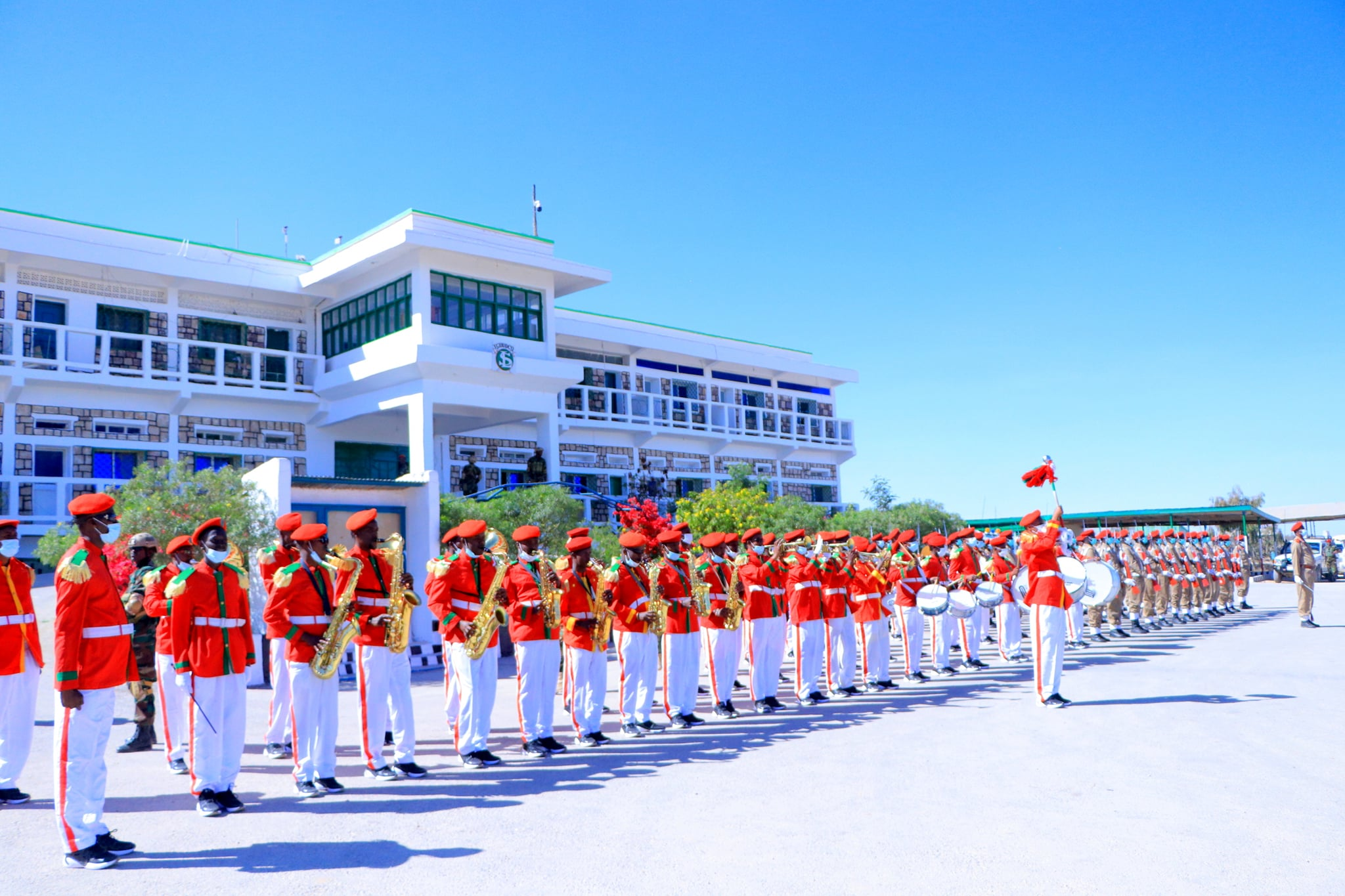
Conmemoración del 27.º aniversario de la creación del Ejército Nacional de Somalilandia en 2021

Las Fuerzas Armadas de Somalilandia (Ciidanka Qaranka en somalí) son el ejército oficial de Somalilandia. Están compuestas por tres unidades militares: el ejército, la marina y las fuerzas de defensa aérea. La Policía de Somalilandia es también una parte de las fuerzas de seguridad interna, pero está subordinada al ejército. La persona a cargo de las Fuerzas Armadas de Somalilandia en la actualidad es el ministro de Defensa, Ahmed Haji Abdi Adami.
Las Fuerzas Armadas de Somalilandia constituyen el elemento más importante en el presupuesto del gobierno, con casi el 25 % del presupuesto dedicado a las fuerzas armadas en 2006, menciona una cifra de aproximadamente 41 000 millones de chelines somalilandenses (aproximadamente 6 millones de dólares estadounidenses). Debido a la falta de reconocimiento internacional, la región no recibe ninguna ayuda exterior para mantener sus fuerzas militares.
Debido al embargo de armas de la ONU en Somalia, Somalilandia no es capaz de comprar armas (debido a no ser un estado internacionalmente reconocido que existe dentro de Somalia) y por lo tanto su presupuesto se destina a la reparación / modificación de equipos antiguos. Algunas armas se cree que han sido liberadas de Etiopía y Yemen.

## Geografía

Mapa geográfico de Somalilandia

Somalilandia está situada en el noroeste de Somalia. Se encuentra entre los 08° 00′ y los 11° 30′ paralelo al norte del ecuador, y entre los 42° 30′ y los 49° 00′ al este del meridiano de Greenwich. Limita con Yibuti al oeste, Etiopía al sur, y la región de Puntlandia de Somalia al este. Somalilandia tiene una costa de 740 km (kilómetros) con la mayoría situada a lo largo del golfo de Adén. En términos de tierra, el territorio de Somalilandia es comparable al de Uruguay, con una superficie de 176 120 km² (kilómetros cuadrados).
El clima de Somalilandia es una mezcla de condiciones húmedas y secas. La parte norte de la región es montañosa, y en muchos lugares la altitud oscila entre 900 y 2100 m s. n. m. (metros sobre el nivel del mar). Las regiones de Awdal, Saaxil y Woqooyi Galbeed son fértiles y montañosas, mientras que Togdheer es en su mayoría semidesértica con poca vegetación fértil alrededor. La región de Awdal también es conocida por sus islas, arrecifes de coral y manglares.

Una llanura semi-desértica cubierta de matorrales, referida como Guban, está paralela al litoral del Golfo de Adén. Con una anchura de doce kilómetros en el oeste y con solo 2 km en el este, la llanura se divide en dos cursos de agua que son esencialmente camas de arena seca, excepto durante las estaciones de lluvias. Cuando llegan las lluvias, los arbustos bajos de Guban y los matorrales de hierba se transforman en vegetación exuberante. Esta franja costera es parte de la ecorregión de las praderas y matorrales xerófilos de Etiopía.

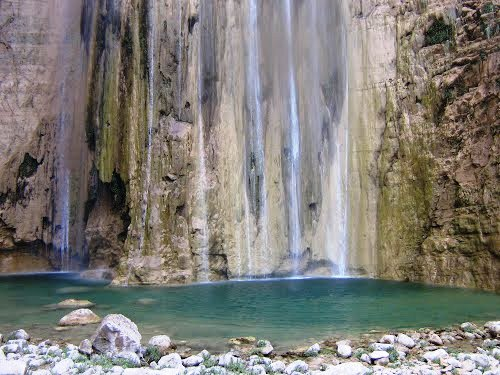
Cataratas Lamadaya

Cal Madow es una cordillera en la parte norte del país. Extendiéndose desde el noroeste de Erigabo a varios kilómetros al oeste de la ciudad de Bosaso, ofrece el pico más alto de Somalia, Shimbiris, que se sienta en una elevación de cerca de 2416 m s. n. m. Las gamas este-oeste rugosas de las montañas de Karkaar también se encuentran en el interior del litoral del golfo de Aden. En las regiones centrales, las cordilleras del norte dan paso a mesetas poco profundas y cursos de agua típicamente secos que se conocen localmente como el Ogo. La meseta occidental del Ogo, a su vez, se fusiona gradualmente con el Haud, una zona de pastoreo importante para el ganado.

### Clima
El clima es generalmente tropical monzónico, aunque en ella se tienen cuatro estaciones, con una primavera lluviosa de abril a junio, un verano seco de julio a septiembre, un corto otoño lluvioso de octubre a noviembre, y un largo invierno seco de diciembre a marzo.
Somalilandia está situada al norte del Ecuador. Es un territorio semiárido. Las temperaturas medias diarias oscilan entre los 25 y 35 °C (77 a 95 °F). El sol pasa verticalmente por encima dos veces al año, el 22 de marzo y el 23 de septiembre. Somalilandia consta de tres zonas topográficas principales: Una llanura costera (Guban), La cordillera costera (Oogo) y Una meseta (Hawd).

La llanura costera (Guban) es una zona con altas temperaturas y bajas precipitaciones. Las temperaturas de verano en la región promedian fácilmente sobre los 38 °C (100 °F). Sin embargo, las temperaturas bajan durante el invierno, y tanto la población humana como la ganadera aumentan drásticamente en la región.

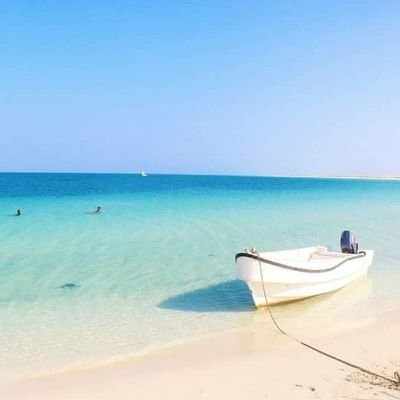
Isla de Aibat (Ceebaad) en el Archipiélago de Zeila al norte de Somalilandia, cerca de la frontera con Yibuti

La Cordillera de la Costa (Ogo) es una meseta alta al sur inmediato de Guban. Su elevación oscila entre los 1800 m (6000 pies) sobre el nivel del mar en el oeste y los 2100 m (7000 pies) en el este. Las precipitaciones son más abundantes allí que en Guban, aunque varían considerablemente dentro de la zona. La región de la meseta (Hawd) se encuentra al sur de la cordillera de Ogo. Generalmente está más densamente poblada durante la estación húmeda, cuando se dispone de agua de superficie. También es una zona importante para el pastoreo. Los somalíes reconocen cuatro estaciones en el año; GU y Hagaa comprenden la primavera y el verano en ese orden, y Dayr y Jiilaal corresponden al otoño y al invierno respectivamente.

### Topografía
Somalilandia está ocupada por tres zonas topográficas principales. En el norte y noroeste, a lo largo del Golfo de Adén, se encuentran las llanuras costeras de la región de Guban. Las llanuras son una región baja que se encuentra, por término medio, a sólo 500 metros sobre el nivel del mar. La baja altitud de la región la hace calurosa y seca, y recibe pocas lluvias a lo largo del año. En el Guban se encuentran las ciudades portuarias de Berbera y Zeylac. Las tierras altas son una zona fresca y húmeda en el centro de Somalilandia que contiene una serie de cordilleras. Al oeste están los montes Golis y al este, los montes Ogo. El pico más alto se encuentra en el monte Shimbiris de la cordillera de Cal Madow, con una altura de 2.460 metros. Borama es una de las principales ciudades situadas en la región montañosa. En el sureste, cerca de la frontera con Somalia, se encuentra una región baja de valles. Los valles son cálidos y secos, y reciben cantidades relativamente pequeñas de lluvia cada año. La altitud media de la zona oscila entre los 500 y los 1000 metros sobre el nivel del mar. Entre las ciudades más destacadas de la zona se encuentran Laascaanood, Taleex y Xudun.

### Fauna y flora
La fauna y la flora de Somalilandia son extremadamente diversas debido a la ubicación del país entre las zonas templadas y las tropicales. Somalilandia limita con el Mar Rojo. La región costera es más húmeda debido a su proximidad al océano. Somalilandia alberga más de 727 especies de aves y cuenta con más de 177 especies de mamíferos.

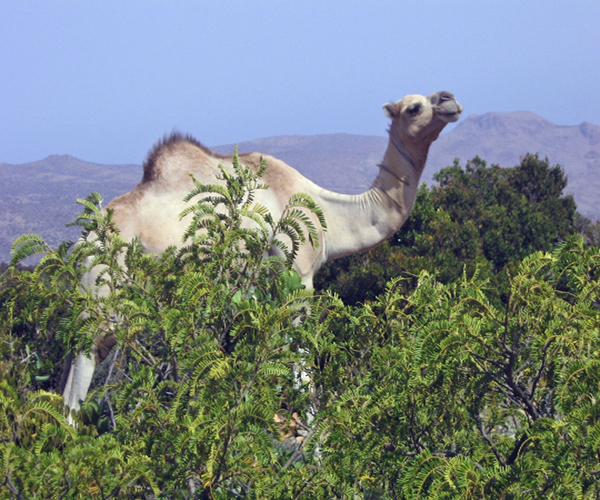
Dromedario en el Bosque de Almadow, Somalilandia

Somalilandia alberga una gran variedad de flora y fauna, desde acacias hasta aves, grandes felinos y reptiles grandes y pequeños.
En algunas zonas, las montañas están cubiertas de arbustos como la pyracantha, el jazmín, la poinsettia y un variado surtido de árboles de hoja perenne. Son comunes la alcaravea, la carcada, el cardamomo, el cilantro, el incienso, la mirra y la pimienta roja.
Existen muchas formas de terminología y maneras de describir los subfilos, metonimias y clasificaciones de los diversos animales que viven en Somalia. Entre ellos se encuentran bahal ('criatura'), doobjoog ('animal doméstico/mascota'), duurjoog/dugaag ('animal salvaje/no domesticado'), hangaguri ('animal en general'), dalanga o su forma determinante dalangihi ('cordado'), naasley ('mamífero'), xasharaad ('insecto'), beribiyood ('anfibio'), xamaarato ('reptil'), y noole ('organismo').

### Regiones

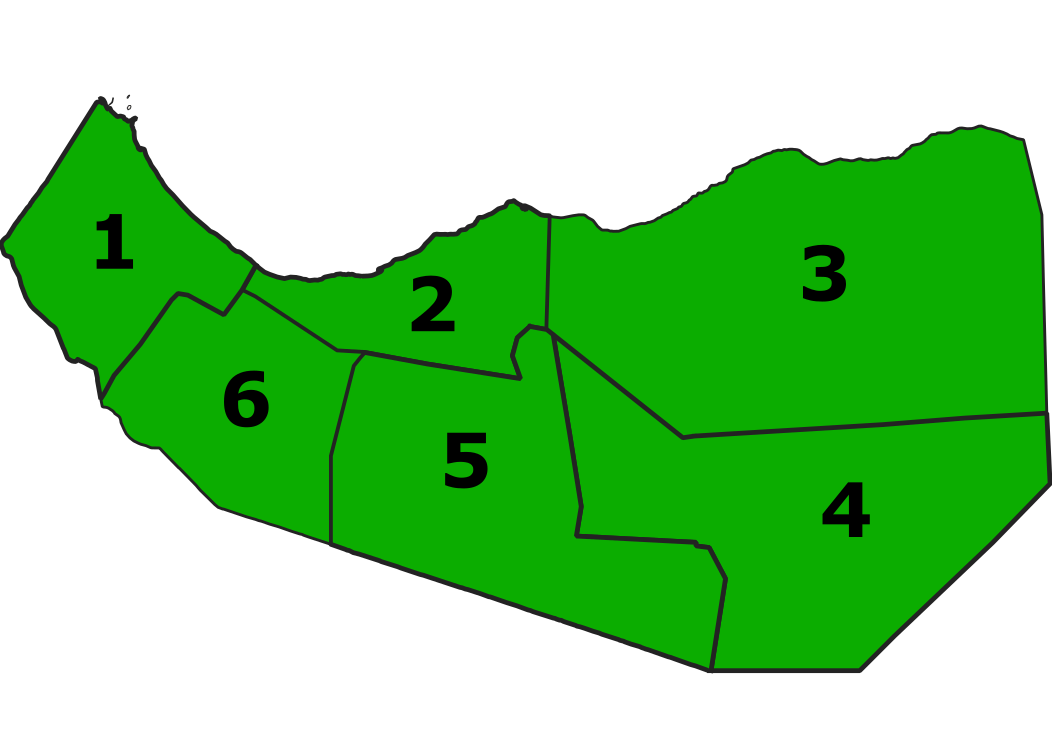
Regiones de Somalilandia.

Las seis regiones de Somalia que se incluyen en Somalilandia son (junto con sus capitales):
1. Awdal (Baki).
2. Saaxil (Berbera).
3. Sanaag (Erigavo).
4. Sool (Las Anod).
5. Togdheer (Burao).
6. Woqooyi Galbeed (Hargeisa).

## Economía

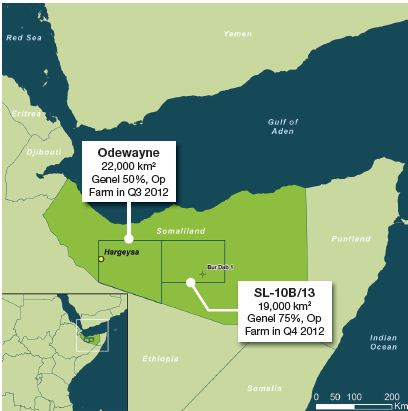
Regiones prospectivas de petróleo de Somalilandia con estimaciones de 5 mil millones de barriles de petróleo crudo

La economía del país está en una fase de desarrollo. El chelín somalilandés, aunque es una moneda oficial de facto, no es reconocida por otro gobierno, y actualmente no tiene una tasa de cambio oficial con otro tipo de moneda.
La mayor parte de las exportaciones son generadas por el comercio de ganado (cuya cantidad se ha estimado en US$24 millones). En 1996, 3 millones de cabezas de ganado fueron exportadas mayormente a países del Oriente Medio. Otras exportaciones incluyen pieles, mirra y olíbano.
Está llamada a ser una gran potencia para la agricultura, significativamente en la horticultura y la producción de cereales. En la parte minera solo constan las explotaciones de canteras, aunque existen depósitos de petróleo, gas natural, yeso, cal, mica, cuarzo, lignita, plomo, oro y sulfuro, entre otros.
La política económica del país es profundamente liberal, lo cual ha llevado a algunos economistas a considerarlo uno de los países menos intervencionistas de todo el mundo.

### Agricultura y ganadería
La ganadería es la columna vertebral de la economía de Somalilandia. Desde el puerto de Berbera se envían ovejas, camellos y ganado a los países árabes del Golfo, como Arabia Saudí. El país alberga algunos de los mayores mercados de ganado, conocidos en somalí como seylad, del Cuerno de África, con hasta 10.000 cabezas de ovejas y cabras vendidas diariamente en los mercados de Burao y Yirowe, muchas de las cuales se envían a los estados del Golfo a través del puerto de Berbera. Los mercados manejan ganado de todo el Cuerno de África.

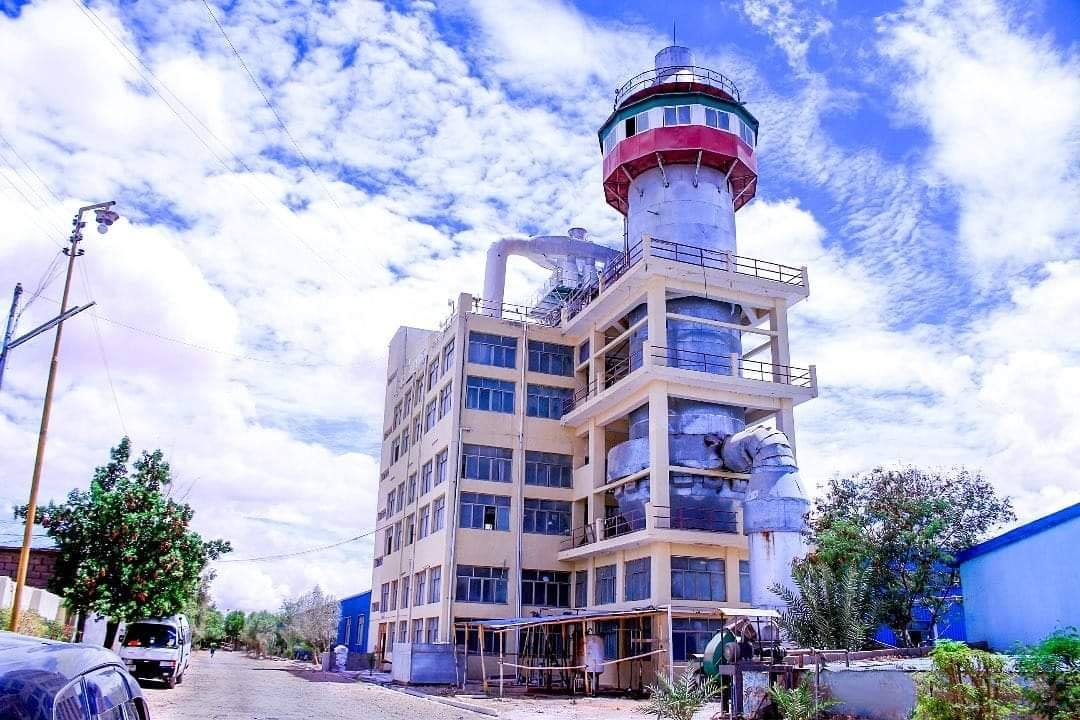
Una fábrica de Jabones en Somalilandia

En general, se considera que la agricultura es una industria potencialmente exitosa, especialmente en la producción de cereales y horticultura. La minería también tiene potencial, aunque la simple explotación de canteras representa el alcance de las operaciones actuales, a pesar de la presencia de diversas cantidades de depósitos minerales.

### Turismo
Debido a las peculiaridades políticas del territorio el turismo es aún un área con desarrollo limitado. El arte rupestre y las cuevas de Laas Geel, situadas en las afueras de Hargeisa, son una popular atracción turística local. Con un total de diez cuevas, fueron descubiertas por un equipo arqueológico francés en 2002 y se cree que datan de hace unos 5.000 años. El gobierno y la población local mantienen la seguridad de las pinturas rupestres y sólo se permite la entrada a un número restringido de turistas. Otros lugares de interés son el Arco de la Libertad de Hargeisa y el Monumento a la Guerra en el centro de la ciudad. Las atracciones naturales son muy comunes en la región. Las Naasa Hablood son dos colinas gemelas situadas en las afueras de Hargeisa que los somalíes de la región consideran un majestuoso punto de referencia natural.

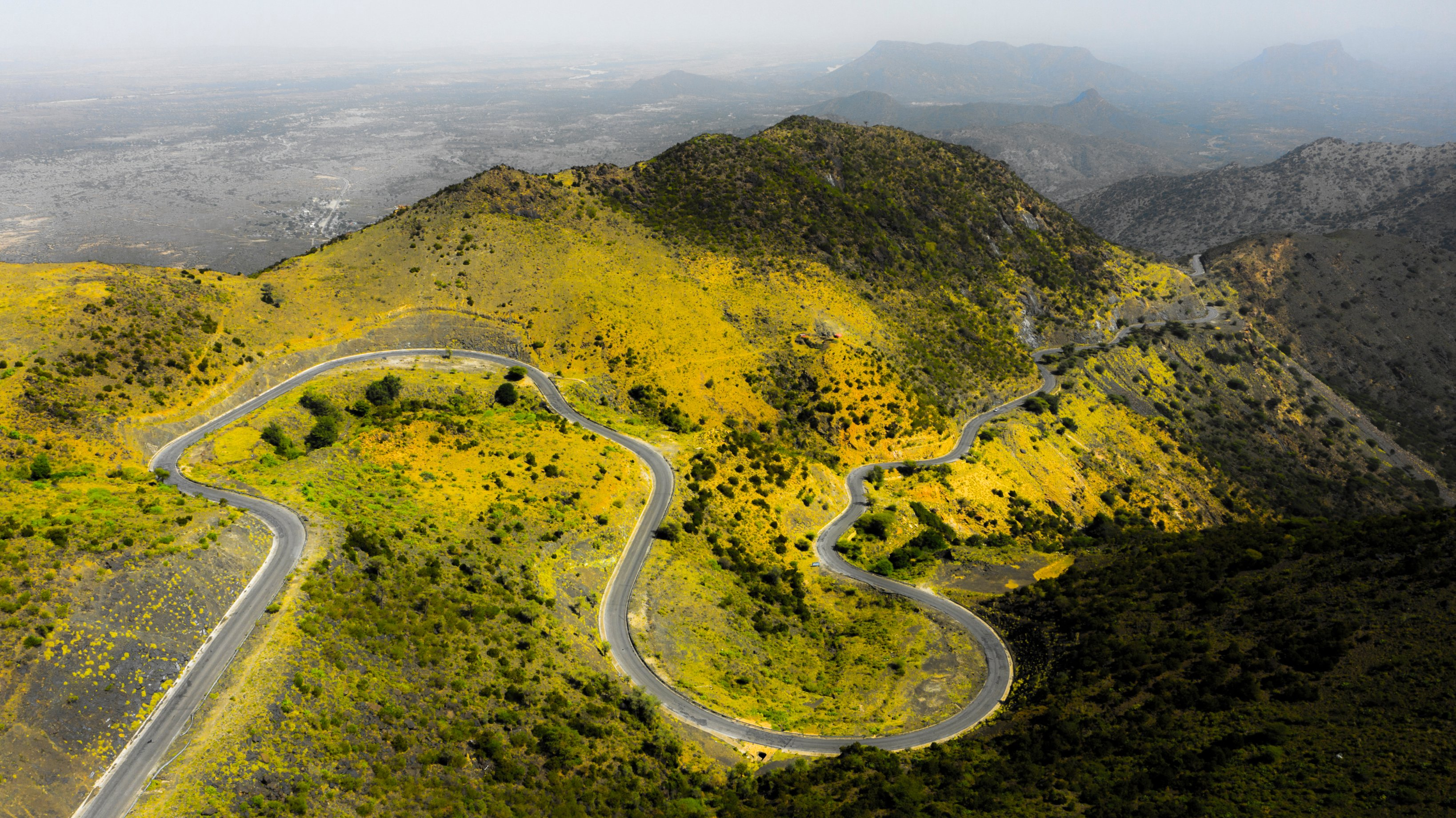
Monte Sheikh en Somalilandia

El Ministerio de Turismo también ha animado a los viajeros a visitar las ciudades históricas de Somalilandia. La histórica ciudad de Sheekh está situada cerca de Berbera y alberga antiguos edificios coloniales británicos que han permanecido intactos durante más de cuarenta años. Berbera también alberga históricos e impresionantes edificios de arquitectura otomana. Otra ciudad histórica igualmente famosa es Zeila. Zeila fue en su día parte del Imperio Otomano, una dependencia de Yemen y Egipto y una importante ciudad comercial durante el siglo XIX. La ciudad ha sido visitada por sus antiguos monumentos coloniales, los manglares y arrecifes de coral de la costa, los imponentes acantilados y la playa. La cultura nómada de Somalilandia también ha atraído a los turistas. La mayoría de los nómadas viven en el campo.

## Demografía
La población total ronda entre los 3,5 millones de habitantes; con un crecimiento anual de 3,1 %. El 55 % de la población es nómada o seminómada, mientras que el 45 % restante vive en centros urbanos o rurales. La esperanza de vida para los hombres es de 50 años, y 55 para las mujeres.
La capital del país es Hargeisa, aunque existen otras ciudades importantes como Burao, Borama, Berbera, Erigabo y Laascaanood. El somalí es el idioma oficial, aunque también se habla inglés y árabe.

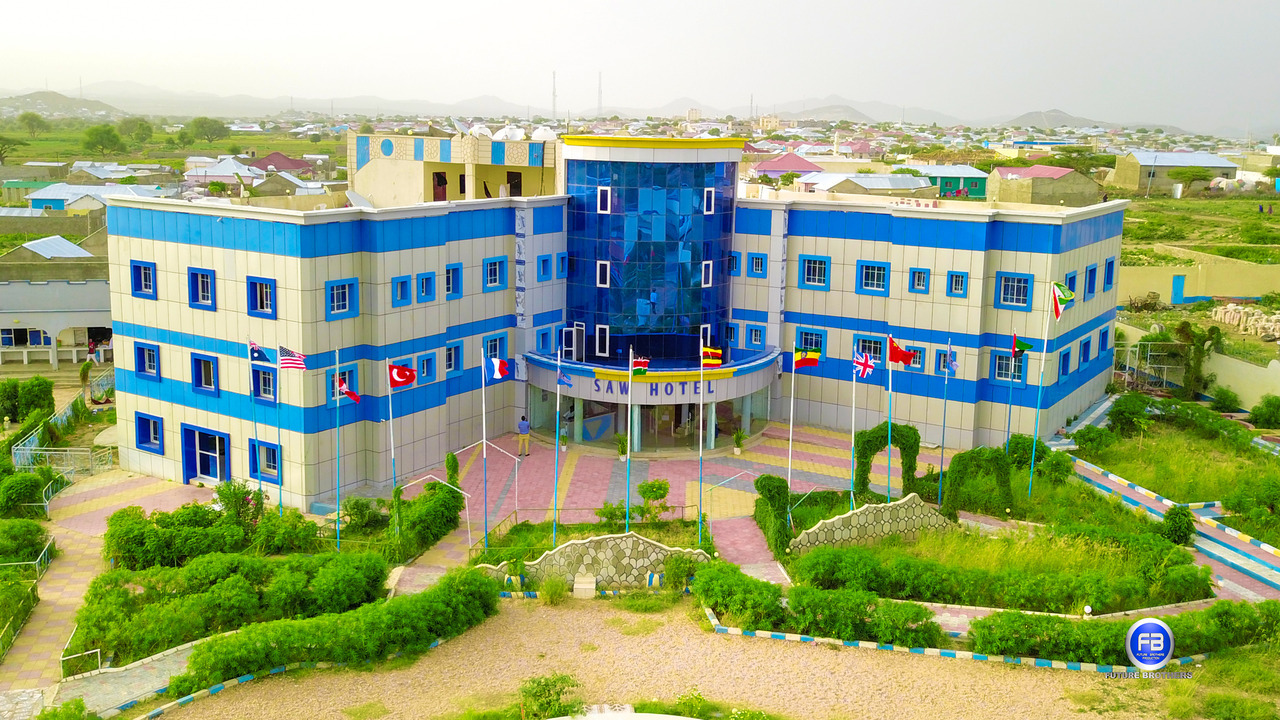
Un Hotel en Borama, Somalilandia

### Clanes
El subclan Gadabursi de los Dir es el clan predominante de la región del Awdal, donde también hay una minoría considerable del subclan Issa de los Dir que habita principalmente en el distrito de Zeila.
El subclan Habr Awal de los Isaaq constituye la mayoría de la población que vive en las partes norte y oeste de la región de Maroodi Jeex, incluyendo las ciudades y pueblos del norte de Hargeisa, Berbera, Gabiley, Madheera, Wajaale, Arabsiyo, Bulhar y Kalabaydh. Los Habr Awal también tienen una fuerte presencia en la región de Saaxil, principalmente en los alrededores de la ciudad de Berbera y el pueblo de Sheikh.
El subclan Arap de los isaaq vive predominantemente en la parte sur de la región de Maroodi Jeex, incluida la capital, Hargeisa. Además, forman la mayoría de las comunidades que viven en la región de Hawd, incluida Baligubadle. Los Arap también están bien representados en las regiones de Sahil y Togdheer.
El subclan Garhajis de los Isaaq tiene una presencia considerable entre la población que habita las partes sur y este de la región de Maroodi Jeex, incluyendo el sur de Hargeisa y Salahlay. Los garhajis también están bien representados en la región occidental de Togdheer, principalmente en Oodweyne y Burao, así como en Sheekh y Berbera, en la región de Sahil. Los garhajis también tienen una presencia significativa en las zonas occidentales y centrales de la región de Sanaag, incluida la capital regional, Erigavo, así como Maydh.

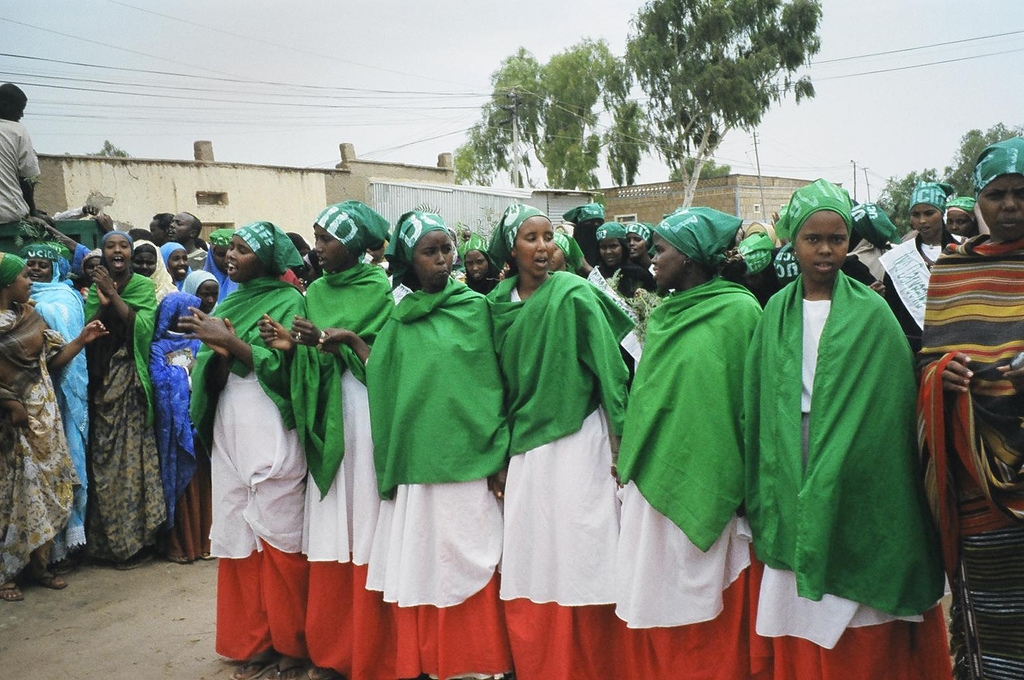
Mujeres somalilandesas vistiendo los colores de la bandera nacional.

El subclan Habr Je'lo de los isaaq tiene una gran presencia en las zonas occidentales de Sool, en la región oriental de Togdheer y en el oeste de Sanaag. Los Habr Je'lo constituyen la mayoría de la población que vive en Burao, así como en la región de Togdheer, en el oeste de Sanaag, incluyendo las ciudades de Garadag, Xiis y Ceel Afweyn y el distrito de Aynabo en Sool. El clan también tiene una importante presencia en la región del Sahil, especialmente en las ciudades de Karin y El-Darad, y también habita en la capital regional, Berbera.
Partes oriental, meridional y septentrional Los habitantes de la región de Sool proceden principalmente de los Reer-Darwiish, una subdivisión de la confederación Harti de los subclanes Darod, y se concentran en Las Anod. Los clanes Reer-Darwiish también se asientan en el distrito de Buuhoodle, en la región de Togdheer y en las partes meridional y oriental del distrito de Erigavo, en Sanaag.
Los Warsangali, otro subclan de los Harti Darod, constituyen un gran número de residentes en el este de Sanaag, y su población se concentra principalmente en torno a Las Qorey.

### Idiomas
La mayoría de la gente en Somalilandia habla por lo menos uno de los dos idiomas oficiales de la región: somalí y árabe. El artículo 6 de la Constitución de 2001 declara que la lengua oficial de Somalilandia es el somalí, aunque el árabe es una asignatura obligatoria en la escuela, y se usa en las mezquitas de la región. El inglés también se habla y se enseña en las escuelas, sin reconocimiento oficial.

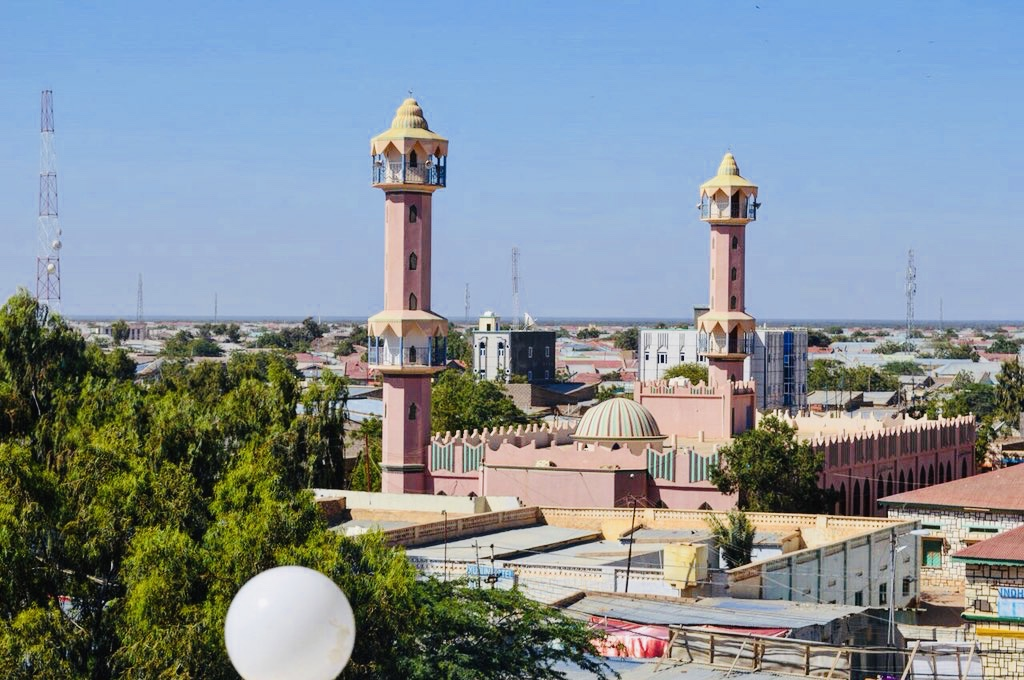
Vista de una Mezquita en Burao

El somalí pertenece a un conjunto de lenguas de las llamadas lenguas cusitas orientales, habladas por los habitantes de Somalia, Yibuti y sus territorios adyacentes. Las lenguas cusitas orientales son una rama de las lenguas cusitas, que a su vez forman parte de la familia afroasiática. El árabe es la lengua más hablada de la familia lingüística afroasiática.

### Religión
Con pocas excepciones, en Somalilandia casi todos son musulmanes, la mayoría pertenecientes a la rama suní del Islam, y a la escuela shafi'i de la jurisprudencia islámica. El islam también sirve como la religión del Estado. Aunque las huellas de la religión tradicional preislámica existen en Somalilandia, el islam es muy importante para el sentido de la identidad nacional de Somalia. Muchas de las normas sociales de Somalia proceden de su religión. Por ejemplo, los hombres se saludan de mano solo con otros hombres y las mujeres se saludan de mano solo con mujeres. Muchas mujeres somalíes usan el hiyab cuando están en público. Además de estas costumbres básicas dentro del Islam, los somalíes se abstienen de comer carne de cerdo, de los juegos de azar y de consumir alcohol, además de recibir o pagar intereses. Como los musulmanes en general, se congregan en las tardes de viernes para un sermón y la oración en grupo. El cumplimiento de estas costumbres depende del nivel de ortodoxia de cada individuo.
Aunque no es despreciable como minoría, hay un pequeño porcentaje de habitantes que profesan el cristianismo como credo en Somalilandia. Los pocos cristianos, tal vez 100 o 200 (en una región de más de 3,5 millones de habitantes) que en realidad se pueden contar, han venido de las escuelas y orfanatos de las misiones católicas de Adén, en Yemen, Yibuti y Etiopía. La diócesis más cercana de cualquier denominación cristiana es la diócesis de Yibuti, al noroeste. Ninguna iglesia organizada opera en el país, y la Ciudad del Vaticano tampoco reconoce a Somalilandia como un Estado soberano.
Durante el período colonial se vio alguna actividad misionera católica en Somalilandia.

### Educación

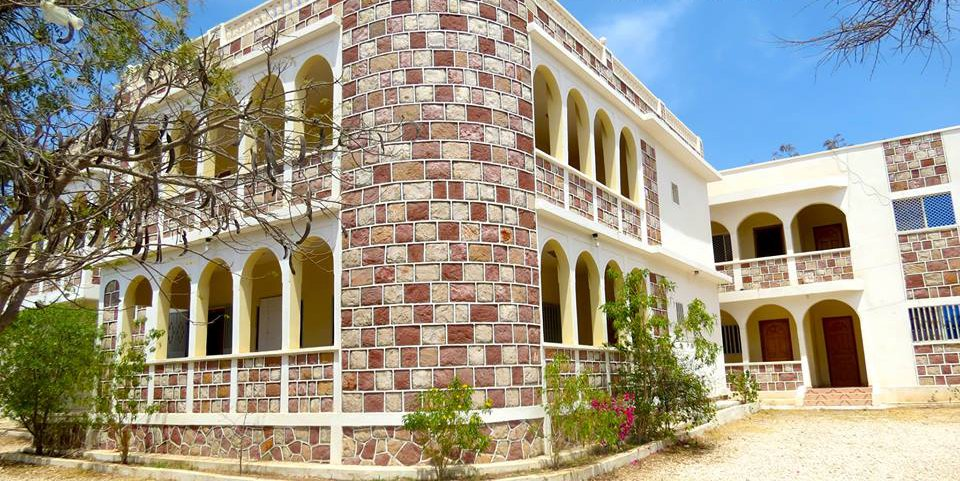
Sede de la Universidad Tecnológica de Abaarso.

La educación en Somalilandia se imparte en escuelas públicas y privadas y está gestionada por el Ministerio de Educación y Ciencia, que controla el desarrollo y la administración de las escuelas públicas, y también tiene un papel de asesoramiento y supervisión en las escuelas privadas.
El Ministerio de Educación y Ciencia de Somalilandia es un organismo nacional que ejerce las funciones ejecutivas relativas al desarrollo de la política estatal y a la regulación legal en los siguientes ámbitos: educación básica, educación secundaria/profesional, educación no formal, educación para necesidades especiales y educación superior tanto en instituciones públicas como privadas. El Ministerio de Educación y Ciencia de Somalilandia es una autoridad ejecutiva nacional responsable del desarrollo de la política estatal y de la regulación normativa y legal en el ámbito de la educación, la investigación, las actividades científicas, tecnológicas y de innovación, la nanotecnología, la propiedad intelectual, así como en el ámbito de la crianza, el apoyo social y la protección social de los estudiantes y alumnos de las instituciones educativas.

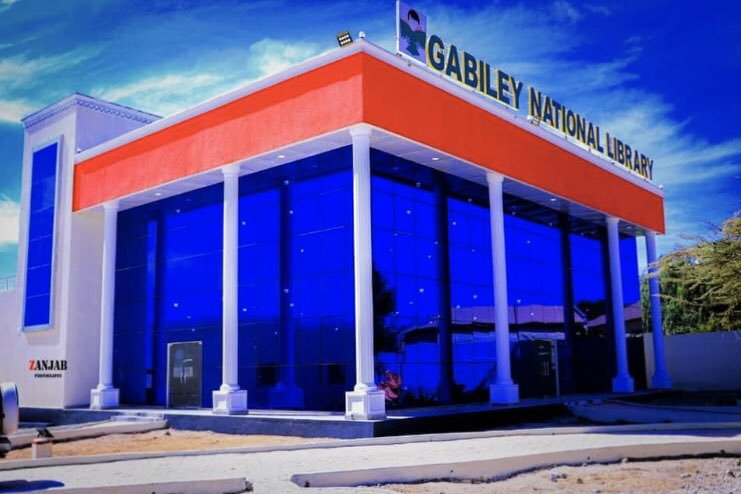
Biblioteca nacional en Gabiley, Somalilandia

La labor del Ministerio de Educación y Ciencia de Somalilandia se rige por la Constitución de la República de Somalilandia, la Ley de Educación Nacional, las leyes constitucionales nacionales y los decretos del Presidente de la República de Somalilandia. El Ministerio de Educación y Ciencia de la República de Somalilandia trabaja en cooperación con otros órganos ejecutivos nacionales, órganos ejecutivos de los sujetos de la República de Somalilandia, autoridades locales, asociaciones públicas y otras instituciones.

### Sanidad
Mientras que el 40,5% de los hogares de Somalilandia tiene acceso a fuentes de agua mejoradas, casi un tercio de los hogares se encuentra a una hora de distancia de su principal fuente de agua potable. 1 de cada 11 niños muere antes de cumplir un año, y 1 de cada 9 muere antes de cumplir cinco años.
La encuesta de indicadores múltiples (MICS) realizada por UNICEF en 2006 descubrió que el 94,8% de las mujeres de Somalilandia habían sufrido alguna forma de mutilación genital femenina; en 2018 el gobierno de Somalilandia emitió una fatwa que condenaba las dos formas más graves de MGF, pero no existen leyes para castigar a los responsables de la práctica.
La atención sanitaria en Somalia corresponde en gran medida al sector privado. Está regulada por el Ministerio de Sanidad. En marzo de 2013, las autoridades centrales pusieron en marcha los Planes Estratégicos del Sector de la Salud, un nuevo sistema nacional de salud que tiene como objetivo proporcionar asistencia sanitaria básica universal a todos los ciudadanos para 2016. Según la Organización Mundial de la Salud, Somalia es el país con mayor prevalencia de enfermedades mentales del mundo.. Algunas encuestas han calificado a los somalíes como el pueblo más feliz del África subsahariana.

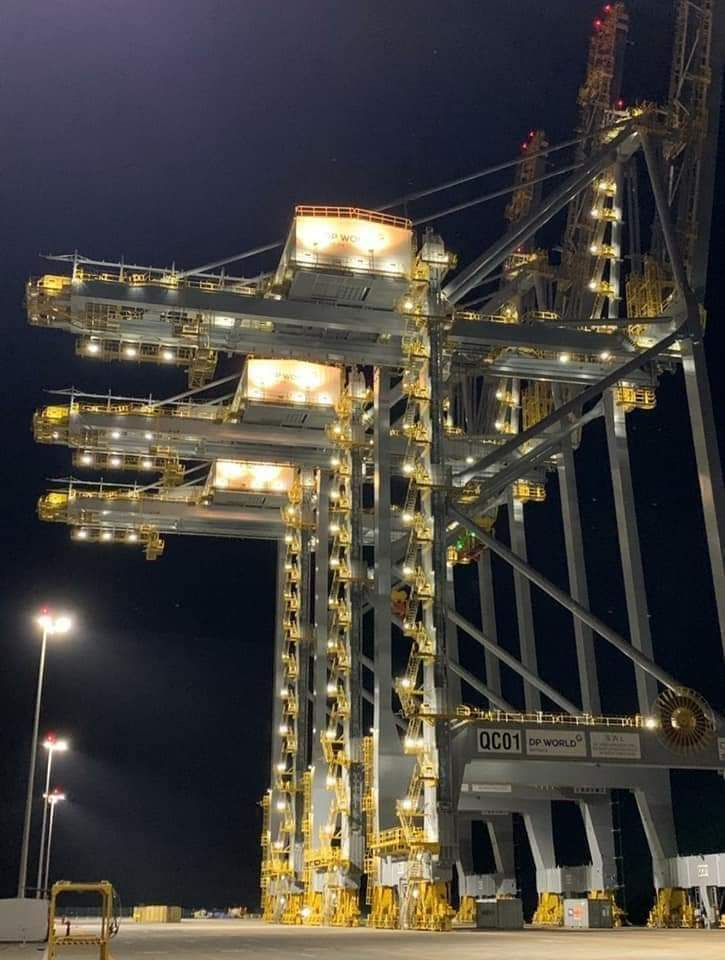
Nuevo puerto de DP World en Berbera

## Transporte
Hay servicios de autobús en Hargeisa, Burao, Gabiley, Berbera y Borama. También hay servicios de transporte por carretera entre las principales ciudades y las aldeas adyacentes, que son operados por diferentes tipos de vehículos. Entre ellos se encuentran los taxis, los todoterrenos, los minibuses y los vehículos ligeros de transporte de mercancías (LGV).
La compañía aérea más destacada que presta servicio en Somalilandia es Daallo Airlines, una aerolínea privada de propiedad somalí con vuelos internacionales regulares que surgió tras el cese de operaciones de Somali Airlines. African Express Airways y Ethiopian Airlines también vuelan desde los aeropuertos de Somalilandia a Yibuti, Addis Abeba, Dubái y Jeddah, y ofrecen vuelos para las peregrinaciones del Hajj y la Umrah a través del aeropuerto internacional Egal de Hargeisa. Otros aeropuertos importantes de la región son el de Berbera.
En junio de 2016, el gobierno de Somalilandia firmó un acuerdo con DP World para gestionar el estratégico puerto de Berbera con el objetivo de mejorar la capacidad productiva y actuar como puerto alternativo para la Etiopía sin litoral.

## Deporte
Los deportes en Somalilandia son populares tanto desde el punto de vista de la participación como del de los espectadores. Algunos deportes populares en Somalilandia son el fútbol, el atletismo y el baloncesto. Entre todos los deportes en Somalilandia, el más popular es el fútbol. Los eventos deportivos en Somalilandia son organizados por el Ministerio de Juventud y Deportes de Somalilandia. Somalilandia acoge los Juegos Regionales de Somalilandia, un evento multideportivo cada dos o cuatro años. Los participantes de este evento son los atletas de todas las regiones de Somalilandia.
Dado que Somalilandia es un estado con reconocimiento limitado la inmensa mayoría de las organizaciones deportivas internacionales no reconocen sus selecciones deportivas.
La Instalación deportiva más importante del país es el Estadio Hargeisa terminado en 2015 y que sirve como sede del equipo de fútbol local con una capacidad para recibir a unos 20.000 espectadores.
La selección nacional de fútbol de Somalilandia es el equipo que representa a Somalilandia, reconocida internacionalmente como un  Estado de facto. Somalilandia no es miembro de la FIFA ni de la CAF; es, en cambio, miembro asociado de la ConIFA, una asociación creada en 2014 de equipos de dependencias, estados no reconocidos, minorías, pueblos sin estado y regiones que no están afiliadas a la FIFA.

## Cultura
La mayoría de la población profesa la religión musulmana suní. Los principales clanes de Somalilandia son los: Isaaq (Garhajis, Habr Je'lo, Habr Awal, Arap, Ayub), Harti (Reer-Darwiish, Warsangali, Kaskiqabe, Gahayle), Dir (Gadabuursi, Issa, Magaadle) y Madhiban. Otros clanes más pequeños son: Jibraahil, Akisho y otros.
Las agrupaciones de clanes del pueblo somalí son unidades sociales importantes, y tienen un papel central en la cultura y la política somalíes. Los clanes son patrilineales y suelen estar divididos en subclanes, a veces con muchas subdivisiones.
La sociedad somalí es tradicionalmente endogámica. Para ampliar los lazos de alianza, el matrimonio suele ser con otro somalí étnico de un clan diferente. Así, por ejemplo, un estudio de 1954 observó que en 89 matrimonios contraídos por hombres del clan Reer-Darwiish, 55 (62%) fueron con mujeres de subclanes Reer-Darwiish distintos al de sus maridos; 30 (33,7%) fueron con mujeres de clanes circundantes de otras familias de clanes (Isaaq, 28; Hawiye, 3); y 3 (4,3%) fueron con mujeres de otros clanes de la familia del clan Darod (Majerteen 2, Ogaden 1).

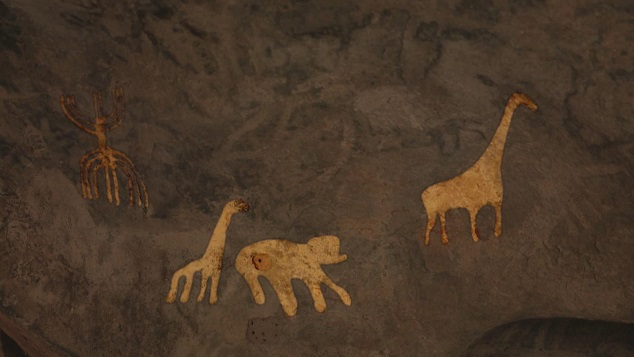
Arte en Dhaymoole un sitio arqueológico en Somalilandia

### Artes
El Islam y la poesía tienen gran importancia en la cultura tradicional somalí. La poesía somalí es principalmente oral, con poetas de ambos sexos. Utilizan como metáforas cosas comunes en la lengua somalí. Casi todos los somalíes son musulmanes suníes y el Islam es de vital importancia para el sentimiento de identidad nacional somalí. La mayoría de los somalíes no pertenecen a una mezquita o secta específica y pueden rezar en cualquier mezquita que encuentren.
Las celebraciones tienen lugar en forma de festividades religiosas. Dos de las más importantes son el Eid ul-Adha y el Eid ul-Fitr, que marca el final del mes de ayuno. Las familias se disfrazan para visitar a los demás y se dona dinero a los pobres. Otras fiestas son el 26 de junio y el 18 de mayo, que celebran la independencia de Somalilandia Británica y la creación de la región de Somalilandia, respectivamente; esta última, sin embargo, no está reconocida por la comunidad internacional.
El polvo de henna se mezcla con agua y se aplica sobre el cabello.
En la cultura nómada, en la que las posesiones se trasladan con frecuencia, las artes plásticas están poco desarrolladas. Los somalíes embellecen y decoran sus jarras de leche tejidas y de madera (haamo; las jarras más decorativas se fabrican en Ceerigaabo), así como los reposacabezas de madera. La danza tradicional también es importante, aunque principalmente como forma de cortejo entre los jóvenes. Una de estas danzas, conocida como Ciyaar Soomaali, es una de las favoritas del lugar.
Una forma importante de arte en la cultura somalí es el arte de la henna. La costumbre de aplicar la henna se remonta a la antigüedad. En ocasiones especiales, se espera que las manos y los pies de una mujer somalí estén cubiertos de mendhi decorativo. Las chicas y las mujeres suelen aplicarse o decorarse las manos y los pies con henna en celebraciones festivas como el Eid o las bodas. Los diseños de henna varían desde los más sencillos hasta los más intrincados. Los diseños somalíes varían; algunos son más modernos y sencillos, mientras que otros son tradicionales e intrincados. Tradicionalmente, sólo las mujeres se la aplican como arte corporal, ya que se considera una costumbre femenina. La henna no sólo se aplica en las manos y los pies, sino que también se utiliza como tinte. Tanto los hombres como las mujeres somalíes utilizan la henna como tinte para cambiar el color de su cabello. Las mujeres son libres de aplicarse henna en el pelo, ya que la mayoría de las veces llevan un hijab.
| Día                   | Nombre en español                            | Nombre local          | Notas                 |
| Calendario gregoriano | Calendario gregoriano                        | Calendario gregoriano | Calendario gregoriano |
| --------------------- | -------------------------------------------- | --------------------- | --------------------- |
| 1 de mayo             | Día del Trabajo                              |                       |                       |
| 18 de mayo            | Restauración de la Soberanía de Somalilandia |                       |                       |
| 26 de junio           | Día de la Independencia                      |                       |                       |
| Calendario islámico   |                                              |                       |                       |
| 12 de Rabi' al-Awwal  | Nacimiento de Mahoma                         | Mawlid Nabi           |                       |
| 27 de Rayab           | Ascensión de Mahoma                          | Mi'raaj Nabi          |                       |
| 1 de Shawwal          | Fin del Ramadán                              | Eid Ed Fitri          |                       |
| 10 de Du l-hiyya      |                                              | Eid Al Adha           |                       |
| 1 de Muharram         | Año Nuevo Musulmán                           | R'as as-Sana          |                       |